# Bismarck (lớp thiết giáp hạm)
Lớp thiết giáp hạm Bismarck là một lớp thiết giáp hạm của Hải quân Đức Quốc Xã (Kriegsmarine) được chế tạo không lâu trước khi Chiến tranh Thế giới thứ hai bùng nổ. Lớp này bao gồm hai chiếc: Bismarck được đặt lườn vào tháng 7 năm 1936 và nhập biên chế vào tháng 9 năm 1940, Tirpitz được đặt lườn vào tháng 10 năm 1936 và nhập biên chế vào tháng 2 năm 1941. Được phát triển để đối phó với lớp thiết giáp hạm Richelieu của Hải quân Pháp, đây là lớp tàu chiến lớn và mạnh mẽ nhất của Hải quân Đức Quốc Xã lúc bấy giờ, với mức trọng tải lên đến hơn 41.000 tấn, được trang bị tám khẩu pháo 380 mm và có thể đạt được vận tốc tối đa 30 hải lý/giờ (56 km/h; 35 mph). Lớp Bismarck được thiết kế với vai trò truyền thống là giao chiến với các thiết giáp hạm của đối phương trong vùng biển nhà, mặc dù Bộ Tư lệnh Hải quân Đức Quốc Xã đã hình dung đến việc sử dụng chúng để thực hiện các đợt săn lùng tầm xa và tấn công tiêu diệt các đoàn tàu buôn của người Anh ở khu vực Đại Tây Dương. Do vậy, thiết kế của lớp thiết giáp hạm này là kết quả của sự mâu thuẫn chiến lược của Hải quân Đức Quốc Xã, vốn đã tạo ảnh hưởng không nhỏ tới quá trình xây dựng lực lượng hải quân của họ trong những năm 1930.
Cả hai con tàu của lớp đều có quãng thời gian hoạt động ngắn ngủi. Bismarck chỉ tiến hành được duy nhất một chiến dịch, Chiến dịch Rheinübung, với nhiệm vụ tiến công ra vùng biển Bắc Đại Tây Dương để săn các đoàn tàu vận tải khởi hành từ Bắc Mỹ tới Anh. Trong chiến dịch này, Bismarck đã bắn chìm tàu chiến-tuần dương HMS Hood và làm hư hại nặng thiết giáp hạm HMS Prince of Wales của Hải quân Hoàng gia Anh tại eo biển Đan Mạch, nhưng bị đánh chìm vào ngày 27 tháng 5 năm 1941 sau khi bị tàu chiến của Hải quân Hoàng Gia Anh truy đuổi và tấn công suốt ba ngày liên tục.
Không như Bismarck, Tirpitz có một sự nghiệp trầm lặng hơn. Sau một thời gian ngắn hoạt động ở Biển Baltic vào năm 1941, Tirpitz được điều động về vùng biển Na Uy nhằm tạo ra các mối đe dọa tiềm tàng tới các đoàn tàu vận tải khởi hành từ Anh đến Liên Xô. Tirpitz bị tấn công liên tục bởi các đơn vị Hải quân Hoàng gia và Không quân Hoàng gia Anh từ năm 1942 tới năm 1944, nhưng con tàu không chịu nhiều hư hại đáng kể. Tháng 11 năm 1944, Tirpitz trúng hai quả bom Tallboy được thả từ máy bay ném bom Lancaster của Không quân Hoàng gia Anh trong Chiến dịch Catechism, tạo ra một chuỗi vụ nổ lớn và khiến con tàu bị lật úp tại vùng nước nông. Sau khi chiến tranh kết thúc, xác con tàu mới được trục vớt và bán tháo dỡ.

## Bối cảnh
Năm 1932, Hải quân Đế chế Đức (Reichsmarine) bắt đầu lên các ý tưởng về một thiết kế thiết giáp hạm có giới hạn tải trọng 36.000 tấn để phù hợp với các điều khoản của Hiệp ước Hải quân Washington. Ban đầu, Bộ chỉ huy Đức xác định các thiết giáp hạm mới của họ sẽ được trang bị tám khẩu pháo 330 mm, có vận tốc tối đa 30 hải lý trên giờ và có lớp giáp bảo vệ tốt. Tại thời điểm đó, Hải quân Đức đang bị tác động đáng kể bởi các điều khoản của Hòa ước Versailles, hòa ước này đã hạn chế mức choán nước tối đa của các thiết giáp hạm Đức xuống chỉ còn hơn 10.000 tấn. Năm 1933, Văn phòng Xây dựng Hải quân trình một bản phác thảo lên Bộ Chỉ huy Hải quân và bản hoàn chỉnh, sau này được biết đến là thiết kế lớp thiết giáp hạm Bismarck, được chấp thuận vào năm 1936. Cố vấn Bộ trưởng Hermann Burckhardt chịu trách nhiệm về dự án xây dựng lớp thiết giáp hạm này và ông cũng là người trực tiếp giám sát việc hạ thủy chiếc Tirpitz vào năm 1939. Trong giai đoạn này, lãnh đạo Hải quân Đức đang phải đối mặt với nhiều vấn đề, bao gồm việc quyết định vai trò hoạt động của lớp tàu chiến mới này và thiết kế hệ thống động cơ mới. Nhiều người cho rằng lớp thiết giáp hạm mới này có thể dùng cho cả hai việc là tấn công các tuyến tàu hàng của Pháp ở tầm xa, và giao chiến với các tàu chiến của Hải quân Pháp và Ba Lan trong một trận chiến truyền thống, điều mà khi đó được người Đức coi là mối đe dọa có khả năng xảy ra cao nhất. Do không thể đạt được ưu thế về số lượng và dự đoán rằng các trận chiến sẽ diễn ra tại Biển Bắc ở khoảng cách tương đối gần, nhóm thiết kế đã chú trọng vào việc nâng cao khả năng bảo vệ của tàu. Họ sử dụng một lớp đai giáp rất dày để bọc hai bên sườn tàu, kết hợp cùng với lớp giáp dày bọc phía trên thành tàu và lớp giáp bọc ở khu vực mũi và đuôi tàu.

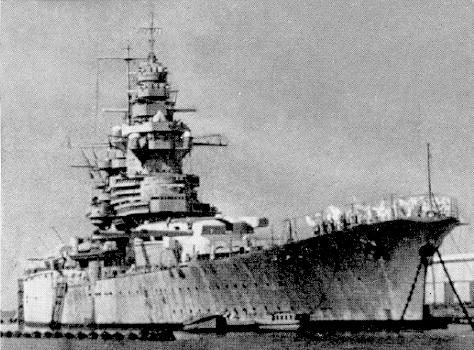
Lớp Bismarck được xây dựng và phát triển để đối phó với lớp thiết giáp hạm Richelieu của Hải quân Pháp.

Tháng 6 năm 1934, Reichsmarine được thông tin rằng Hải quân Hoàng gia Ý đã quyết định đóng một cặp thiết giáp hạm có mức choán nước 35.000 tấn được trang bị pháo 350 mm - lớp Littorio. Người Pháp phản ứng bằng việc đặt hàng hai thiết giáp hạm lớp Richelieu vào năm 1935. Để bắt kịp với đối thủ người Pháp, Reichsmarine quyết định hai thiết giáp hạm mới của họ sẽ cần phải có kích thước về hệ thống vũ khí tương tự. Đồng thời, Đức đang chuẩn bị bắt đầu một cuộc đàm phán với người Anh để đi đến một thỏa thuận hải quân song phương nhằm bãi bỏ các hạn chế hải quân của Hòa ước Versailles. Đổi lại, Đức sẽ giới hạn quy mô hạm đội của họ chỉ bằng 1/3 so với Hải quân Hoàng gia Anh. Với việc đóng ít nhất hai thiết giáp hạm 35.000 tấn đang dần được khả thi, nhóm thiết kế của Hải quân Đức nhanh chóng bắt đầu làm việc từ cuối tháng 10 để đưa ra các thông số tiêu chuẩn mới về trang bị vũ khí, giáp và tốc độ cho lớp tàu này. Một bản thiết kế sơ bộ được hoàn thành vào tháng 11, với các thông số cho lớp tàu là như sau: chúng sẽ được trang bị tám khẩu pháo 330 mm trong bốn tháp pháo hai nòng, được bảo vệ mới lớp đai giáp dày 350 mm và có khả năng đạt được vận tốc đối đa 30 hải lý/giờ. Tuy nhiên, nhóm thiết kế lưu ý rằng thiết kế như này sẽ khiến con tàu vượt quá mức giới hạn 35.000 tấn, nên các thiết kế tháp pháo ba hoặc bốn nòng nên được cân nhắc xem xét.

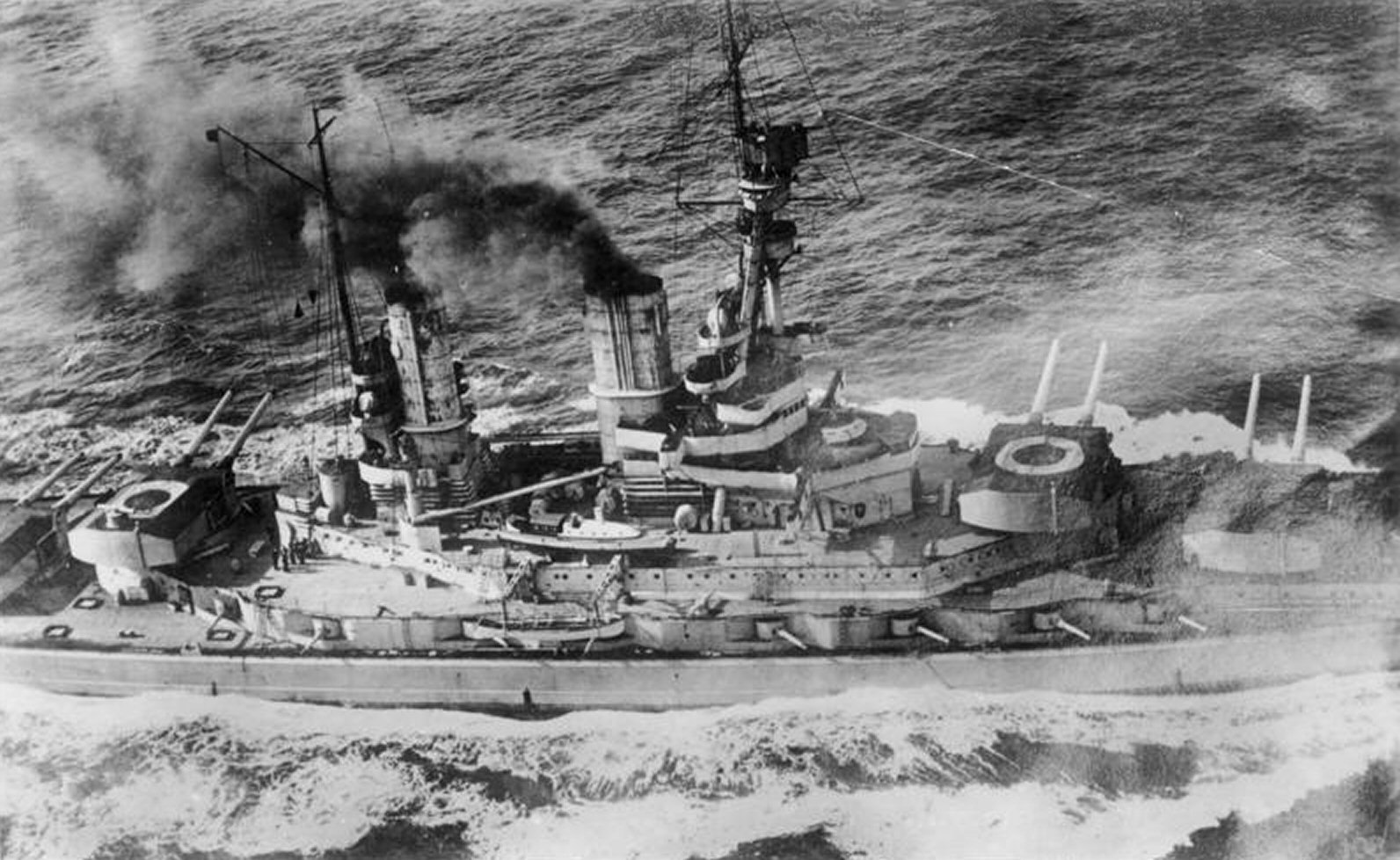
SMS Baden - một thiết giáp hạm lớp Bayern của Hải quân Đế quốc Đức. Lớp Bismarck được cho là bản nâng cấp của lớp thiết giáp hạm Bayern do có sự tương đồng trong cách bố trí pháo (theo cấu trúc 4x2).

Nhóm thiết kế đã quyết định rằng bốn tháp pháo đôi là giải pháp tối ưu nhất vì nó sẽ giúp con tàu phân bổ hỏa lực một cách cân bằng ở cả phía trước và phía sau tàu, cũng như giúp đơn giản hóa việc thiết kế hệ thống kiểm soát hỏa lực. Sự sắp xếp này cũng tương tự như lớp thiết giáp hạm cuối cùng của Hải quân Đế quốc Đức, lớp Bayern. Sự giống nhau này dẫn đến những suy đoán rằng lớp Bismarck là bản sao của những con tàu tiền nhiệm, mặc dù việc phân bổ hệ thống pháo chính và hệ thống trục chân vịt ba cánh là điểm giống nhau duy nhất. Tháng 1 năm 1935, Đô đốc Erich Raeder, chỉ huy Hải quân Đế chế Đức, đã dự một buổi gặp gỡ với lãnh đạo và trưởng các bộ phận khác nhau để đi đến các kết luận cuối cùng về thông số tàu. Cục Quân khí Hải quân nhấn mạnh rằng lớp tàu này cần loại pháo có cỡ nòng 350 mm để có thể cạnh tranh được với tàu chiến của Ý và Pháp, và được Raeder chấp thuận vào ngày 19 tháng 1. Trong một cuộc họp khác vào tháng 3, Cục Quân khí tiếp tục nâng cỡ nòng pháo lên 380 mm, và bị Raeder phản đối vì điều này sẽ khiến mức choán nước của tàu tăng lên đáng kể. Tuy nhiên, dù đã chính thức phê duyệt cỡ nòng pháo 350 mm vào ngày 1 tháng 4, Raeder vẫn cho nhóm thiết kế được phép thay đổi cỡ nòng pháo mới tùy thuộc vào động thái của các quốc gia khác. Một tháng sau, ngày 9 tháng 5, Raeder phê chuẩn việc áp dụng pháo 380 mm, với nguyên nhân chính xuất phát từ việc Thủ tướng Adolf Hitler yêu thích khẩu pháo 380 mm hơn.
Tháng 6 năm 1935, nước Đức chính thức ký Hiệp định Hải quân Anh-Đức với Anh, cho phép Đức đóng một số lượng thiết giáp hạm có tổng tải trọng bằng 35% so với tổng tải trọng của Hải quân Hoàng gia Anh, và có thế giúp người Đức cạnh tranh được với Hải quân Pháp về mặt tải trọng phân bổ. Đến thời điểm đó, người Đức đang đau đầu về việc thiết kế hệ thống động cơ đẩy, vì nó phụ thuộc rất nhiều vào vai trò chiến lược chính của lớp tàu này. Nhiều sĩ quan cấp cao của Hải quân Đức lúc đó thậm chí đã hình dung tới việc sử dụng con tàu trong các chiến dịch ở khu vực Đại Tây Dương, nơi đòi hỏi những con tàu có tầm hoạt động xa một cách hiệu quả. Các kỹ sư hải quân bắt đầu tập trung vào ba loại động cơ chính là động cơ diesel, tuabin hơi nước và động cơ truyền động turbo-điện; động cơ truyền động turbo-điện được các kỹ sư quan tâm và hài lòng nhất, vì nó đã hoạt động rất hiệu quả trên hai hàng không mẫu hạm lớp Lexington của Hải quân Hoa Kỳ và tàu chở khách Normandie của Pháp. Nhà thiết kế loại động cơ này, Siemens-Schuckert, được yêu cầu cải tiến lại động cơ cho phù hợp với loại thiết giáp hạm mới, để chúng có thể tiến hành được những chuyến hải trình xa và dài ngày từ các cảng ở Đức tới khu vực Đại Tây Dương mà không cần phải tiếp tế nhiên liệu. Tuy nhiên, Siemens-Schuckert không thể đáp ứng được những yêu cầu trên của Hải quân, và họ rút khỏi dự án chỉ một tháng sau khi quá trình thi công Bismarck được tiến hành. Điều này buộc Hải quân Đức phải chuyển sang sử dụng động cơ tuabin hơi nước áp suất cao.
Trọng tải choán nước của Bismarck và Tirpitz cũng bị hạn chế đáng kể bởi hệ thống cơ sở vật chất hiện có ở hai xưởng đóng tàu Kiel và Wilhelmshaven, và Kênh đào Kaiser Wilhelm, hơn là bị các thỏa thuận quốc tế kìm kẹp. Ngày 11 tháng 2 năm 1937, Văn phòng Xây dựng đã báo cáo tới Đô đốc Raeder rằng hai con tàu này không thể đóng quá mức choán nước 43.000 tấn do sự hạn chế của bến cảng và kênh đào không đủ sâu. Họ cũng đề xuất đến việc đóng thêm một con tàu thứ ba với mức choán nước 35.000 tấn theo các điều khoản hạn chế của Hiệp ước Hải quân London. Đô đốc Werner Fuchs, Chủ nhiệm Văn phòng Chỉ huy của Bộ Tư lệnh Hải quân Đức Quốc Xã (Oberkommando der Marine), đã khuyên Raeder và Hitler rằng mức choán nước lớp tàu này cần phải được thay đổi để các con tàu mới có thể đáp ứng được các tiêu chí của Hiệp ước Hải quân London. Do Nhật Bản từ chối ký kết hiệp ước mới này, nên vào ngày 1 tháng 4 năm 1937, một điều khoản điều chỉnh cho phép các bên ký hiệp ước đón những con tàu có mức tải trọng tối đa 46.000 tấn bắt đầu được thông qua, và họ đi đến kết luận cuối cùng về mức tối đa là 42.1000 tấn. Do đó, các ý tưởng thay đổi của Fuchs đã không được áp dụng.
Mặc dù Raeder và các sĩ quan hải quân cấp cao khác đã dự tính đến việc sử dụng Bismarck và Tirpitz để săn các đoàn tàu vận tải trên các tuyến đường biển của Pháp và sau đó là Anh tại khu vực Đại Tây Dương, và thực tế chúng đã được sử dụng cho các nhiệm vụ đó khi Chiến tranh Thế giới thứ hai bùng nổ, nhưng những con tàu này không được thiết kế cho các nhiệm vụ đó. Do động cơ tuabin hơi nước của tàu không đủ mạnh để cung cấp cho tàu một tầm hoạt động xa hiệu quả, nên Hải quân Đức đã quyết định cho lớp Bismarck lắp đặt hệ thống vũ khí và bố trí lớp giáp phù hợp với một trận hải chiến truyền thống ở cự ly tương đối gần tại trong và ngoài Biển Bắc. Sự khác biệt giữa cách Bismarck và Tirpitz được thiết kế và cách chúng được sử dụng đã phản ánh sự mâu thuẫn về mặt chiến lược của Hải quân Đức - điều đã tạo ra những ảnh hưởng không nhỏ tới quá trình xây dựng lực lượng hải quân của họ trong những năm 1930.

## Đặc tính

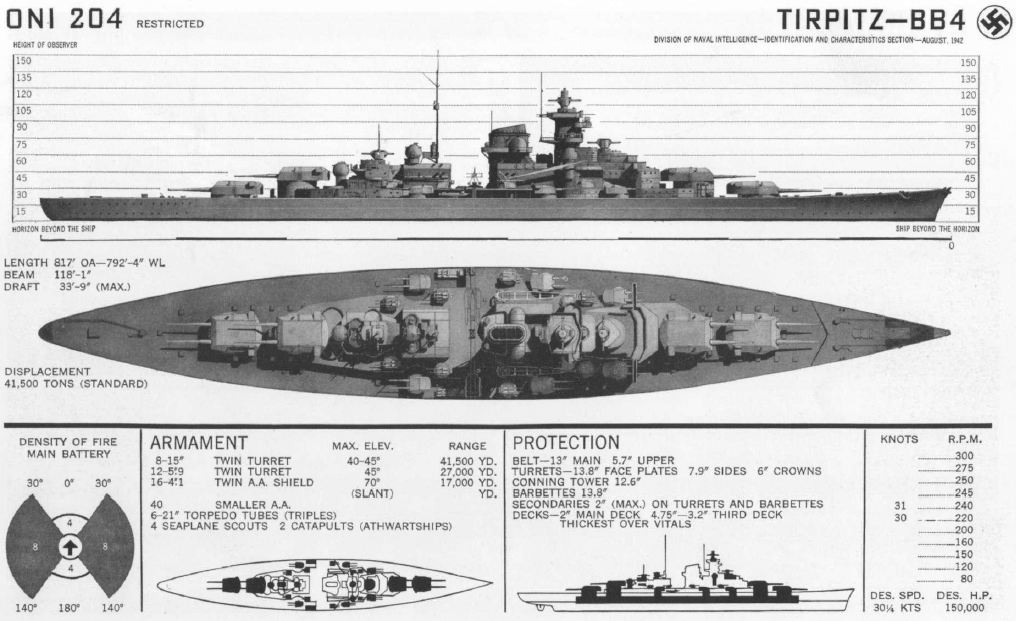
Bản vẽ nhận biết thiết giáp hạm Tirpitz của Hải quân Hoa Kỳ

Lớp Bismarck có chiều dài tổng thể là 251 m (823 ft 6 in) và 241,60 m (792 ft 8 in) ở mực nước, mạn thuyền rộng 36 m (118 ft 1 in) và có mức mớn nước thiết kế là 9,30 m (30 ft 6 in). Mức tải trọng choán nước thiết kế của lớp là 45.950 tấn (45.220 tấn Anh), cụ thể: Bismarck có mức choán nước tiêu chuẩn là 41.700 tấn (41.000 tấn Anh) và 50.300 tấn (49.500 tấn Anh) khi đầy tải, Tirpitz có mức choán nước tiêu chuẩn đạt 42.900 tấn (42.200 tấn Anh) và 52.600 tấn (51.800 tấn Anh) khi đầy tải. Lớp tàu có hệ thống đáy kép bao gồm 22 khoang kín nước, chiếm 83% chiều dài của thân tàu, và 90% bộ phận của tàu được xây dựng bằng phương pháp hàn các phần lại với nhau. Phần đuôi tàu có thiết kế khá yếu, và điều này đã tạo ảnh hưởng không nhỏ tới chiến dịch đầu tiên và duy nhất của Bismarck. Chi phí đóng tàu của Bismarck là 196 triệu Reichsmark và Tirpitz là 191.6 triệu Reichsmark.
Lớp Bismarck có thiết kế rất ổn định, xuất phát từ việc chúng có chiều rộng sườn ngang lớn, nên chỉ bị rung lắc nhẹ khi di chuyển, kể cả khi chúng di chuyển qua khu vực khắc nghiệt như Bắc Đại Tây Dương. Bismarck và Tirpitz có khả năng cơ động với độ lệch bánh lái nhỏ tới 5°; khi bánh lái được đánh hết cỡ, chúng chỉ bị lệch khoảng 3°, nhưng lại khiến con tàu mất đến 65% động năng của chúng. Các con tàu có độ cơ động kém ở tốc độ di chuyển chậm hoặc khi di chuyển lùi, nên chúng thường được các nhóm tàu kéo hỗ trợ để hạn chế việc va chạm hoặc mắc cạn. Biên chế tiêu chuẩn của mỗi tàu là 103 sĩ quan và 1.962 hạ sĩ quan, thủy thủ, trong khi đó thủy thủ đoàn của Tirpitz được bổ sung lên đến 108 sĩ quan và 2.500 hạ sĩ quan, thủy thủ vào năm 1943. Mỗi tàu được lắp đặt bảy cụm đèn pha cỡ lớn và được trang bị bốn thiết bị cắt dây mìn ngầm, được chia đều ra hai đầu của hệ thống thượng tầng.
Dù đều chung một lớp tàu, nhưng cả Bismarck và Tirpitz đều có những điểm khác biệt đáng kể. Hai cần cẩu của Bismarck được đặt theo thiết kế tiêu chuẩn: xa mạn tàu hơn 3,5 m và xa khu vực đuôi tàu hơn 3 m, trong khi đó hai cần cẩu của Tirpitz được đặt ở ngay trên boong của hệ thống thượng tầng. Hai tháp pháo 105 mm số II (hai mạn trái và phải) của Bismarck được đặt sâu hơn bên trong boong tàu khoảng 5 m. Bismarck có hai nhà chứa thủy phi cơ đơn được chia đều ra hai bên ống khói và một nhà chứa thủy phi cơ kép được xây dựng ở ở chân cột buồm chính, và Tirpitz được trang bị hai nhà chứa kép ở hai bên cột buồm chính.

### Động cơ đẩy

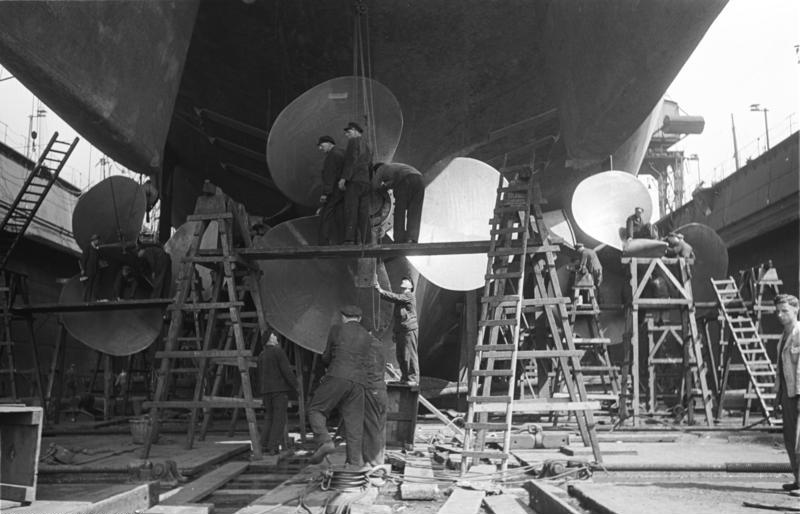
Cách bố trí ba trục chân vịt của thiết giáp hạm Bismarck

Lớp Bismarck được lắp đặt ba động cơ tuabin với hộp số; Bismarck dùng động cơ tuabin của công ty Blohm & Voss, trong khi Tirpitz dùng động cơ của công ty Brown, Boveri & Cie. Mỗi tuabin dẫn động một trục chân vịt ba cánh có đường kính 4,70 m (15 ft 5 in). Các kỹ sư chọn thiết kế ba trục thay vì hệ thống bốn trục thường được sử dụng trên các tàu nước ngoài, để tiết kiệm tải trọng của tàu. Khi con tàu ở mức đầy tải, tuabin cao áp và trung áp sẽ chạy ở vận tốc 2.825 vòng/phút, trong khi tuabin áp suất thấp sẽ chạy với vận tốc 2.390 vòng/phút. Các tuabin của tàu được cung cấp năng lượng bởi mười hai nồi hơi nước đốt dầu áp suất cao Wagner. Ban đầu, Bismarck và Tirpitz được dự tính sử dụng các tuabin truyền động bằng điện có thể tạo ra công suất 46.000 shp (34.000 kW)/tuabin để cung cấp tốc độ tối đa cao hơn, nhưng sẽ khiến trọng tải của tàu tăng lên đáng kể. Loại tuabine với hộp số đi kèm có trọng lượng nhẹ hơn nên sẽ tạo ra lợi thế lớn về mặt hiệu suất. Ngoài ra, loại tuabin này có kết cấu chắc chắn hơn, nên chúng đã được chọn để lắp đặt trên hai thiết giáp hạm lớp Bismarck, thay thế cho tuabin truyền động bằng điện.
Cả Bismarck và Tirpitz đều được đánh giá đạt tốc độ tối đa là 30 hải lý/giờ (56 km/h; 35 mph); Bismarck đã vượt quá tốc độ thiết kế này trong quá trình thử máy trên biển, đạt 30,01 hải lý/giờ (55,58 km/h; 34,53 mph), trong khi Tirpitz đạt 30,8 hải lý (57,0 km/h; 35,4 mph). Hai tàu có thiết kế khoang chứa nhiên liệu khác nhau; khoang của Bismarck được thiết kế để mang theo 3.200 tấn nhiên liệu, nhưng có thể trữ đến 6.400 tấn ở cấu hình tiêu chuẩn; và có thể lên đến 7.400 tấn sau khi được lắp thêm các khoang chứa nhiên liệu phụ. Tirpitz được thiết kế để mang khoảng 3.000 tấn nhiên liệu, và có thể chứa đến 7.780 tấn. Với vận tốc 19 hải lý/giờ, Bismarck có thể đạt được tầm hoạt động tối đa 8.525 hải lý (15.788 km), và Tirpitz có tầm hoạt động tối đa 8.870 hải lý (16.430 km) với vận tốc tương đương.
Tiến sĩ Robert Ballard, người phát hiện ra xác của Bismarck vào năm 1989, nhấn mạnh rằng việc bố trí ba trục chân vịt đã gây ra nhiều vấn đề nghiêm trọng cho Bismarck. Trục chân vịt trung tâm đã làm suy yếu đáng kể cấu trúc lườn của Bismarck, đặc biệt tại khu vực chân vịt nhô ra khỏi thân tàu. Theo Ballard, việc bố trí bốn trục chân vịt sẽ tạo khả năng rẽ nước bằng cách đổi vòng quay của chân vịt tốt hơn so với hệ thống ba trục. Trong quá trình thực hiện Chiến dịch Rheinübung tại khu vực Đại Tây Dương vào tháng 5 năm 1941, bánh lái của Bismarck đã bị ngư lôi của Anh vô hiệu hóa, khiến con tàu bị kẹt cứng ở một hướng đi duy nhất, và thủy thủ đoàn của tàu không thể khắc phục được điều này do họ không thể thay đổi vòng quay của các trục chân vịt, một vấn đề đã được phát hiện từ lúc thử máy, nhưng không thể sửa chữa được lúc đó.
Năng lượng điện của tàu được cung cấp bởi một hệ thống máy phát điện khác nhau, bao gồm hai khoang chứa bốn máy phát điện diesel 500 kW, hai khoang chứa năm máy phát điện tuabine 690 kW, và một máy phát điện 460 kW đơn kết nối với máy phát điện xoay chiều 400 kVA và một máy phát điện diesel xoay chiều 550 kVA. Toàn bộ máy phát được sản xuất bởi công ty Garbe, Lahmeyer & Co và có thể cung cấp tổng cộng 7.910 kW ở 220 volt.

### Hệ thống vũ khí

#### Pháo chính

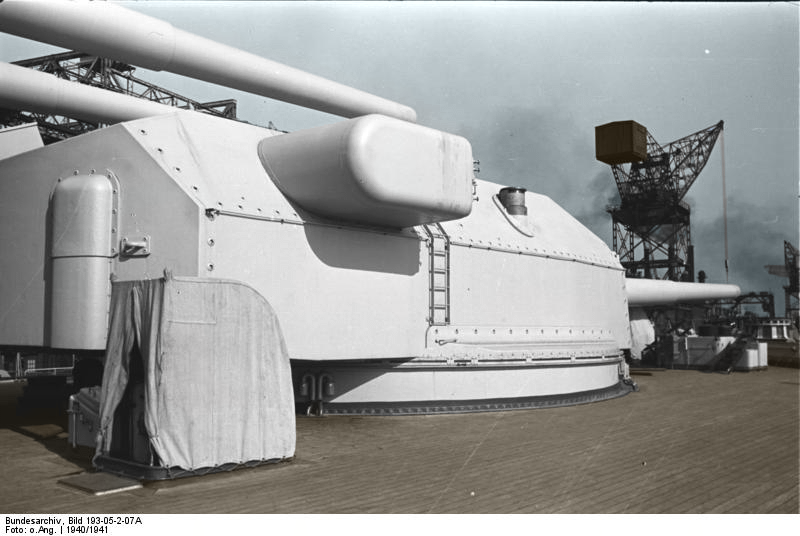
Tháp pháo 380 mm Anton của thiết giáp hạm Bismarck

Hệ thống pháo chính của Bismarck và Tirpitz bao gồm tám khẩu pháo 380 mm (15-inch) SK C/34 được chia đều cho bốn tháp pháo hai nòng, tháp pháo Anton và Bruno ở phía trước khu vực thượng tầng, tháp pháo Caesar và Dora ở phía sau khu vực thượng tầng. Pháo có góc nâng tối đa 30°, cho phép tàu bắn được mục tiêu ở khoảng cách tối đa là 36.520 m (39.940 yd). Mỗi viên đạn pháo 380 mm nặng 800 kg (1.800 lb) và được bắn với vận tốc đầu nòng 820 m/s. Hệ thống pháo chính được cung cấp khoảng 940-960 viên đạn, với khoảng 115-120 viên đạn cho mỗi khẩu pháo. Tương tự như các loại hải pháo cỡ lớn khác của Đức, pháo 380 mm của lớp Bismarck được thiết kế bởi công ty Krupp. Trong điều kiện tối ưu, mỗi khẩu pháo có tốc độ bắn tối ưu là 18 giây/viên, hoặc ba viên/phút. Tháp pháo được vận hành bằng điện, các khẩu pháo được điều chỉnh góc nâng bằng hệ thống thủy lực, và các khẩu pháo phải đưa về góc nâng 2,5° để tiến hành nạp lại đạn. Tirpitz còn được trang bị thêm đạn pháo gắn ngòi nổ định giờ để chống lại các đợt không kích của máy bay Đồng Minh.
Việc lớp thiết giáp hạm Bismarck áp dụng cấu hình pháo 4x2 đã được Hải quân Đức áp dụng từ thời Chiến tranh thế giới thứ nhất. Phần lớn các tàu chủ lực sau năm 1921 đều sử dụng tháp pháo ba hoặc bốn nòng, giúp chúng duy trì được hỏa lực mạnh hơn mà không cần phải tăng thêm số lượng tháp pháo. Sử dụng ít tháp pháo hơn sẽ giúp cắt bớt chiều dài giáp bọc ở khu vực "hộp giáp" (citadel) của tàu (đặc biệt là chiều dài của hầm trữ đạn và lớp giáp cần thiết để bảo vệ nó) và đồng thời rút ngắn chiều dài của tàu. Mặc dù Hải quân Đức từng xem xét lắp đặt tháp pháo ba nòng cho lớp Bismarck, nhưng họ lo ngại rằng điều đó sẽ làm giảm tốc độ bắn tổng thể của mỗi tháp pháo và việc tháp pháo trúng đạn sẽ khiến con tàu mất đi một lượng hỏa lực lớn hơn. Người Đức cảm thấy rằng bốn tháp pháo đôi cho phép họ đạt được trường bắn tốt hơn và duy trì tốc độ bắn hiệu quả hơn.

#### Pháo phụ

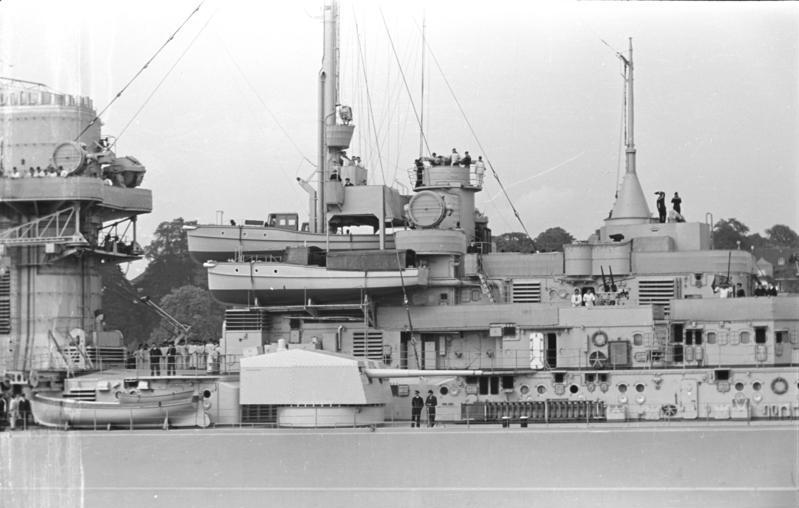
Một trong sáu tháp pháo 150 mm hai nòng của thiết giáp hạm Bismarck

Hệ thống pháo phụ của lớp Bismarck bao gồm 12 khẩu pháo SK C/28 150 mm (5,9-inch) được lắp đặt trong sáu tháp pháo hai nòng, và sử dụng thiết kế tương đồng với tháp pháo 150 mm của lớp thiết giáp hạm Scharnhorst trước đó. Chúng có góc nâng tối đa 40° và có thể hạ xuống −10°; và có tốc độ bắn là khoảng sáu viên/phút. Pháo 150 mm sử dụng đạn nặng 45,3 kg (100 lb) và được bắn đi với vận tốc đầu nòng 875 m/s. Ở góc nâng tối đa, chúng có thể đạt được khoảng cách 23.000 m (25.000 yd). Tương tự như pháo chính của Tirpitz, các tháp pháo 150 mm của nó cũng được cung cấp thêm đạn pháo gắn ngòi nổ định giờ để chống máy bay Đồng Minh.
Việc trang bị pháo 150 mm có góc nâng thấp đã bị trỉ trích đáng kể bởi nhiều nhà sử học hải quân. Nhà sử học hải quân người Anh Antony Preston nhận xét rằng những khẩu pháo này "đã ép tàu bị nặng thêm", trong khi các thiết giáp hạm của Hải quân Hoa Kỳ và Hải quân Hoàng gia Anh đều được lắp đặt pháo lưỡng dụng. Nhà sử học William Garzke và Robert Dulin nhận xét rằng "việc sử dụng pháo lưỡng dụng có thể sẽ giúp gia tăng hỏa lực phòng không, nhưng có thể làm suy hiếu khả năng phòng thủ của tàu trước các cuộc tấn công của khu trục hạm, điều mà các chuyên gia Hải quân Đức coi là quan trọng hơn."

#### Pháo phòng không

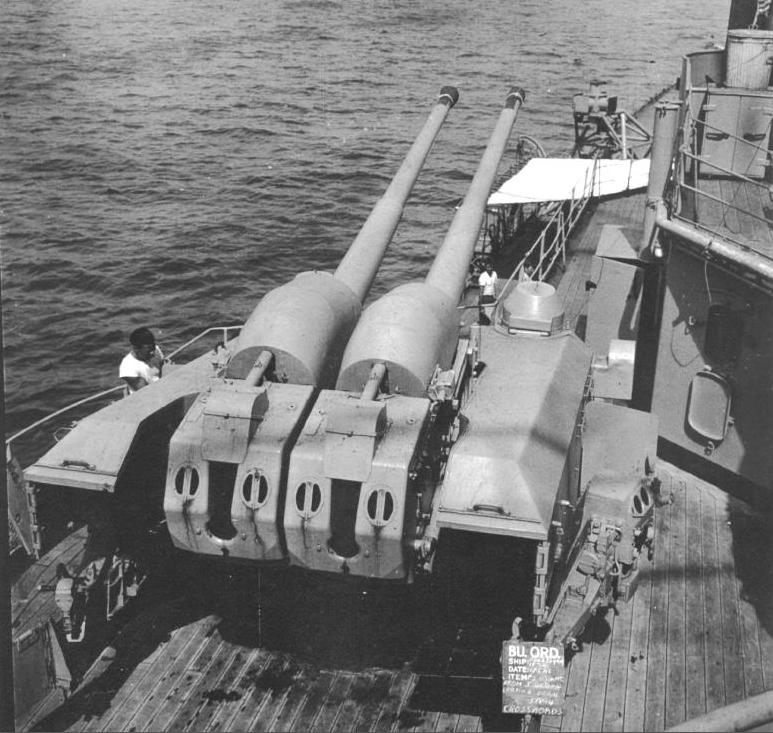
Một ụ pháo SK C/33 105 mm trên tuần dương hạm Prinz Eugen, tương tự với loại pháo được sử dụng trên các thiết giáp hạm lớp Bismarck

Theo cấu hình nguyên bản, hỏa lực phòng không của Bismarck và Tirpitz bao gồm 16 pháo SK C/33 105 mm (4,1 in) đặt trong tám ụ hai nòng, 16 pháo SK C/30 37 mm (1,5 in) đặt trong tám ụ hai nòng, và 12 pháo C/30 20 mm (0,79 in) nòng đơn. Pháo 105 mm của lớp Bismarck cũng là loại pháo được sử dụng trên các thiếp giáp hạm lớp Scharnhorst, và được lắp đặt trên sàn thượng tầng của các tàu. Sau khi Bismarck bị đánh chìm vào năm 1941, hai tháp 105 mm trên thiết giáp hạm Tirpitz đã được chuyển lên phía trước để tăng tầm bắn hiệu quả hơn. Các khẩu pháo được dẫn bắn bằng bốn hệ thống kiểm soát hỏa lực, với hai hệ thống đặt ở sau đài chỉ huy, hệ thống thứ ba đặt ở sau cột buồm chính và hệ thống thứ tư đặt sau tháp pháo Caesar. Khác với Bismarck, hệ thống này trên Tirpitz được trang bị mái vòm để bảo vệ chúng.
Pháo 37 mm của tàu được đặt dọc hai bên thượng tầng của tàu và được lắp vào các giá đỡ hai nòng. Các giá đỡ được vận hành bằng tay và có thể tự động cân bằng tốc độ quay và cao độ của pháo. Chúng được cung cấp tổng cộng 32.000 viên đạn pháo. Bismarck và Tirpitz ban đầu được lắp đặt 12 khẩu pháo 20 mm nòng đơn, mặc dù việc này liên tục vấp phải các tranh cãi không ngừng, và chúng được cung cấp hơn 24.000 viên đạn. Sau này. Bismarck được lắp thêm một cặp pháo 20 mm bốn nòng, nâng tổng số khẩu 20 mm của tàu lên 20 khẩu. Trong suốt thời gian hoạt động, số lượng pháo 20 mm của Tirpitz được nâng lên đến 78 khẩu, bao gồm cả cụm nòng đơn và cụm bốn nòng. Tính đến năm 1944, Tirpitz mang tổng cộng hơn 9.000 viên đạn 20 mm.

#### Ngư lôi
Trong khi Bismarck không được trang bị máy phóng ngư lôi, thì Tirpitz được lắp đặt hai cụm máy phóng bốn nòng 533 mm (21 in) trong khoảng thời gian từ cuối năm 1941 tới đầu năm 1942, và mang được tổng cộng 24 quả ngư lôi.

### Giáp
Loại giáp dùng để bọc cho các thiết giáp hạm lớp Bismarck chủ yếu là thép cứng bề mặt của Krupp. Đai bọc thép của lớp Bismarck có độ dày từ 220 đến 320 mm (8,7 đến 12,6 in); khu vực dày nhất của giáp nằm tại phần trung tâm tàu, nơi đặt các tháp pháo, kho chứa đạn và khoang máy móc. Phần đai này được bảo vệ ở hai đầu bởi các vách ngăn ngang dày 220 mm. Sàn trên của tàu dày 50 mm (2 in) và phần sàn chính bọc thép có độ dày trong khoảng từ 100 đến 120 mm (3,9 đến 4,7 in) và giảm dần xuống còn 60 mm (2,4 in) ở mũi tàu và 80 mm (3,1 in) ở đuôi tàu. Phần sàn được đặt khá thấp so với phần thân tàu, nên làm giảm khả năng bảo vệ không gian bên trong tàu của "hộp giáp". Điều này trái ngược hoàn toàn với thiết kế chung của Anh và Hoa Kỳ lúc đó, với một lớp sàn dày bọc thép duy nhất được đặt khá cao so với thân tàu.
Đài chỉ huy phía trước có mái dày 200 mm (7,9 in) và được bao bọc bởi lớp thép dày 350 mm (13,8 in), trong khi đó tháp chỉ huy phía sau chỉ có mái dày 50 mm và các mặt xung quanh dày 150 mm. Tương tự, máy định tầm (Rangefinder) phía trước của tàu có mái dày 100 mm (4 in) và các mặt xung quanh dày 200 mm (8 in), và máy phía sau chỉ có mái dày 50 mm và 100 mm ở các mặt xung quanh. Cac tháp pháo chính được bảo vệ rất chắc chắn: mái trước của tháp pháo dày 180 mm (7,1 in) và mái sau dày 130 mm (5,1 in), lớp giáp bọc hai bên tháp pháo dày 220 mm (8,7 in), mặt trước tháp dày 360 mm (14 in) và được bọc thêm các tấm chắn dày 220 mm (8,7 in). Tháp pháo 150 mm có mái dày 35 mm (1,4 in), hai bên tháp dày 40 mm (1,6 in) và mặt trước dày 100 mm. Trong khi đó, pháo 105 mm được bọc bởi một lớp thép dày 20 mm (0,79 in) và có phần mái bảo vệ dày 40 mm.
Lớp giáp bảo vệ phần dưới mực nước biển của tàu có thể chịu được chống được các loại vũ khí mang đến 250 kg thuốc nổ. Độ dày của lớp giáp này là 5,5 m (216.5 in), với độ dày vách ngăn dọc là 53mm (2,1 in). Lớp giáp bảo vệ đáy tàu dày 1,7 m (66,9 in). "Hộp giáp" của tàu có thể chịu được sức công phá của một đạn pháo 380 mm nặng 1.016 kg bắn ở cự ly: từ 10.793 m đến 21.031 m đối với khu vực chứa máy móc, và từ cự ly 23.319 m trở lên đối với khu vực kho chứa đạn pháo.

## Quá trình đóng tàu

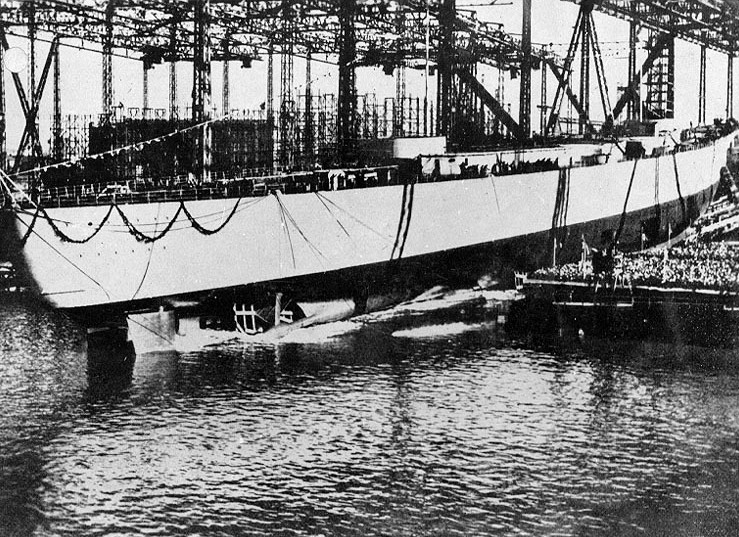
Bismarck đang được hạ thủy tại Xưởng Đóng tàu Blohm & Voss, Hamburg, 14 tháng 2 năm 1939

Bismarck được đặt lườn tại Xưởng Đóng tàu Blohm & Voss vào ngày 1 tháng 7 năm 1936. Số hiệu xưởng của Bismarck là 509, và con tàu được đặt hàng dưới cái tên tạm thời là Ersatz Hannover, với lí do con tàu được đóng để thay thế cho chiếc thiết giáp hạm đời cũ Hannover. Con tàu được hạ thủy trong một buổi lễ ngày 14 tháng 2 năm 1939 với sự góp mặt của Adolf Hitler, và được đỡ đầu bởi bà Frau Dorothea von Loewenfeld, cháu gái của Thủ tướng Otto von Bismarck. Như nhiều tàu chủ lực khác của Đức lúc đó, Bismarck được hạ thủy với thiết kế mũi tàu dựng thẳng, và nhanh chóng được thay thế bằng kiểu "mũi Đại Tây Dương" dạng nghiêng tương tự lớp Scharnhorst. Con tàu nhập biên chế vào ngày 24 tháng 8 năm 1940, và Đại tá Ernst Lindemann được bổ nhiệm làm thuyền trưởng của tàu. Ba tuần sau, Bismarck rời Hamburg để tiến hành các buổi chạy thử nghiệm ở trên Biển Baltic, trước khi quay trở lại vào tháng 12 để hoàn tất quá trình lắp đặt trang thiết bị. Sau một vài đợt thử nghiệm tiếp theo được thực hiện vào tháng 3 và tháng 4 ở Biển Baltic, Bismarck được đưa vào trạng thái sẵn sàng hoạt động vào tháng 5 cùng năm.
Tirpitz được đặt lườn tại xưởng Kriegsmarinewerft (Xưởng Hải quân Đức Quốc Xã) ở Wilhelmshaven vào ngày 20 tháng 10 năm 1936, với số hiệu xưởng là 128. Tirpitz được đặt hàng dưới cái tên Ersatz Schleswig-Holstein, nhằm thay thế cho thiết giáp hạm đời cũ là Schleswig-Holstein. Con tàu được đặt theo tên của Đại Đô đốc Alfred von Tirpitz, người khai sinh ra Hạm đội Biển khơi Đức của Hải quân Đế quốc Đức trước khi Chiến tranh Thế giới thứ nhất bùng nổ. Con tàu được đỡ đầu bởi bà Ilse von Hassel, con gái của Đô đốc Tirpitz, trong buổi lễ hạ thủy diễn ra vào ngày 1 tháng 4 năm 1939. Việc lắp đặt trang thiết bị cho tàu kéo dài đến tháng 2 năm 1941. Tirpitz được nhập biên chế vào ngày 25 tháng 2 cùng năm, và bắt đầu tiến hành một loạt các bài tập huấn luyện và chạy thử nghiệm ở Biển Baltic và Biển Bắc.

## Những chiếc trong lớp
| Tàu      | Xưởng đóng                       | Đặt tên theo       | Đặt lườn            | Hạ thủy             | Nhập biên chế       | Số phận |
| -------- | -------------------------------- | ------------------ | ------------------- | ------------------- | ------------------- | --- |
| Bismarck | Blohm & Voss, Hamburg            | Otto von Bismarck  | 1 tháng 7 năm 1936  | 14 tháng 2 năm 1939 | 24 tháng 8 năm 1940 | Bị tàu chiến Anh bắn chìm trong trận chiến ngày 27 tháng 5 năm 1941                                                |
| Tirpitz  | Kriegsmarinewerft, Wilhelmshaven | Alfred von Tirpitz | 2 tháng 11 năm 1936 | 1 tháng 4 năm 1939  | 25 tháng 2 năm 1941 | Chìm do trúng bom của máy bay Anh trong Chiến dịch Catechism, khi đang neo đậu ở Tromsø, ngày 12 tháng 11 năm 1944 |

## Lịch sử hoạt động

### Bismarck

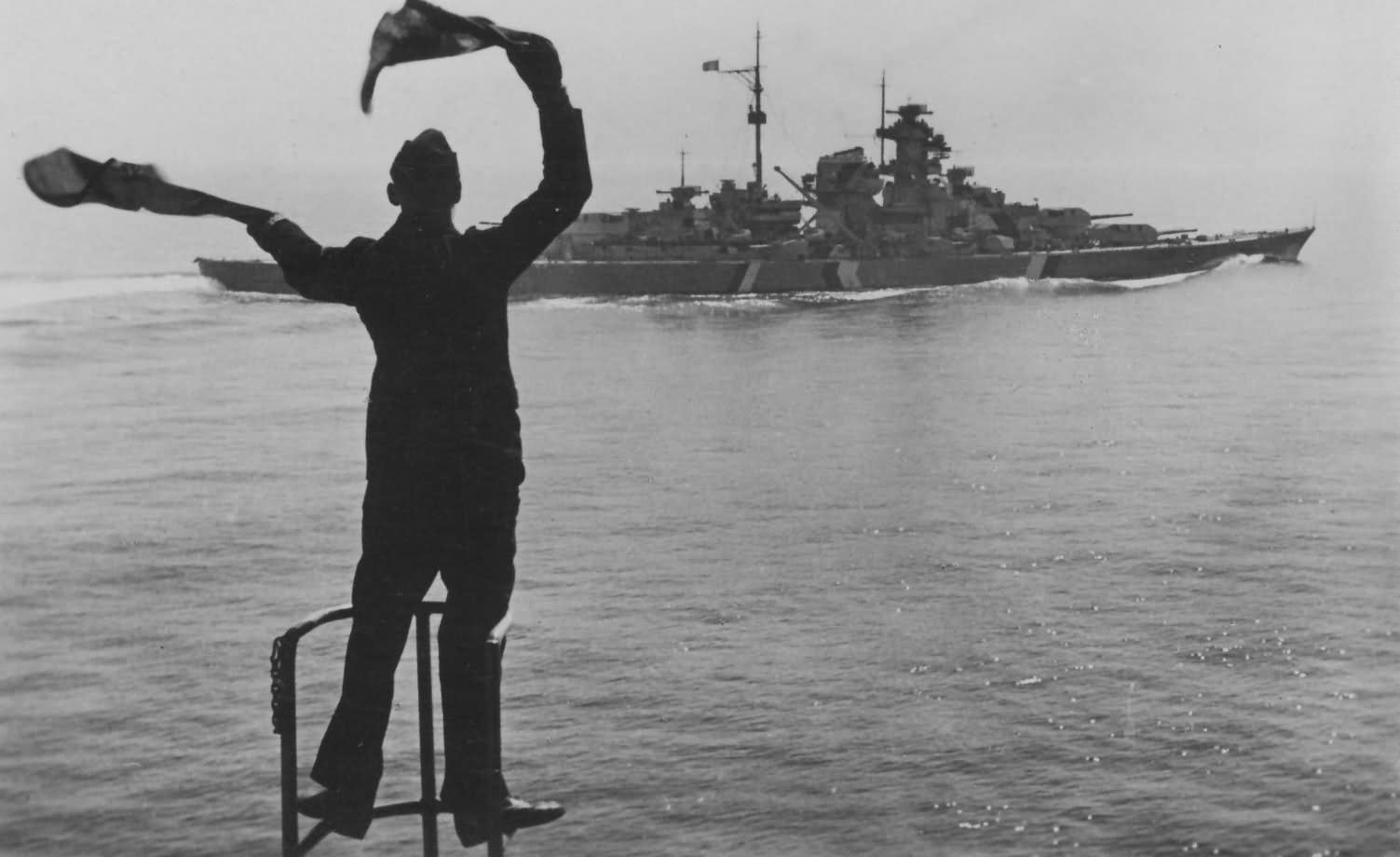
Một thủy thủ của tuần dương hạm Prinz Eugen đang đánh tín hiệu bằng cờ tay tới thiết giáp hạm Bismarck. Ảnh chụp vào khoảng đầu tháng 5 năm 1941.

Sau khi Bismarck gia nhập hạm đội, Bộ Tư lệnh Hải quân Đức Quốc Xã bắt đầu lên một kế hoạch viễn chinh ở khu vực Bắc Đại Tây Dương, với mật danh là Chiến dịch Rheinübung (Unternehmen Rheinübung - Cuộc tập trận Rhine). Theo bản thảo kế hoạch ban đầu, chiến dịch sẽ huy động một lực lượng tàu chiến Đức lớn, trong đó có bốn thiết giáp hạm Bismarck, Tirpitz, Scharnhorst và Gneisenau. Tuy nhiên, Tirpitz vẫn chưa đủ khả năng sẵn sàng hoạt động vào thời điểm tháng 5 năm 1941, còn Scharnhorst thì đang trải qua giai đoạn đại tu tàu. Do đó, lực lượng bị cắt giảm xuống còn Bismarck, Gneisenau, và tuần dương hạm hạng nặng Prinz Eugen. Sau khi Gneisenau bị hư hại nặng trong một cuộc không kích của Anh ở Brest vào cuối tháng 2 năm 1941, người Đức đã đi đến quyết định rằng Bismarck và Prinz Eugen sẽ là hai con tàu duy nhất thực hiện chiến dịch. Đô đốc Günther Lütjens được bổ nhiệm làm chỉ huy trưởng lực lượng gồm hai con tàu này.

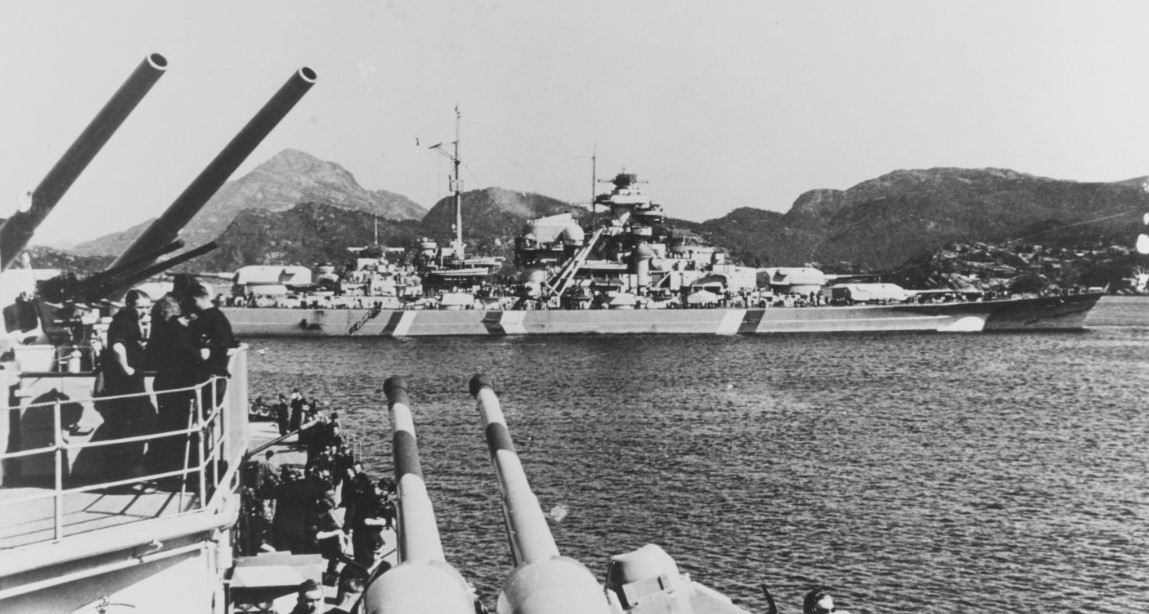
Thiết giáp hạm BIsmarck, trong màu sơn ngụy trang kiểu Baltic, đang neo đậu tại Grimstadfjord, Na Uy, ngày 21 tháng 5 năm 1941. Ảnh chụp từ tuần dương hạm Prinz Eugen

Sáng sớm ngày 19 tháng 5 năm 1941, Bismarck và Prinz Eugen rời Gotenhafen và hướng đến Bắc Đại Tây Dương. Khi di chuyển qua Eo biển Danish, hai con tàu bắt gặp tuần dương hạm Gotland của Hải quân Thụy Điển đang neo đậu ở Kattegat. Gotland đã theo dõi đoàn tàu này trong vòng hai giờ đồng hồ, trước khi gửi thông tin về sở chỉ huy Hải quân Thụy Điển ở Stockholm, và nhanh chóng được rò rỉ tới các tùy viên hải quân Anh đang công tác ở đó. Không quân Hoàng gia Anh nhanh tổ chức một đợt trinh sát tầm cao tại khu vực vịnh Na Uy, nơi Bismarck và Prinz Eugen được báo cáo nhìn thấy, và xác nhận thông tin thành công. Trong thời gian neo đậu ở Na Uy, Lütjens đã không cho bổ sung đủ khoảng 1.000 tấn Anh (1.016 t) nhiên liệu mà Bismarck đã tiêu thụ trong chặng đầu tiên của chuyến hải trình.

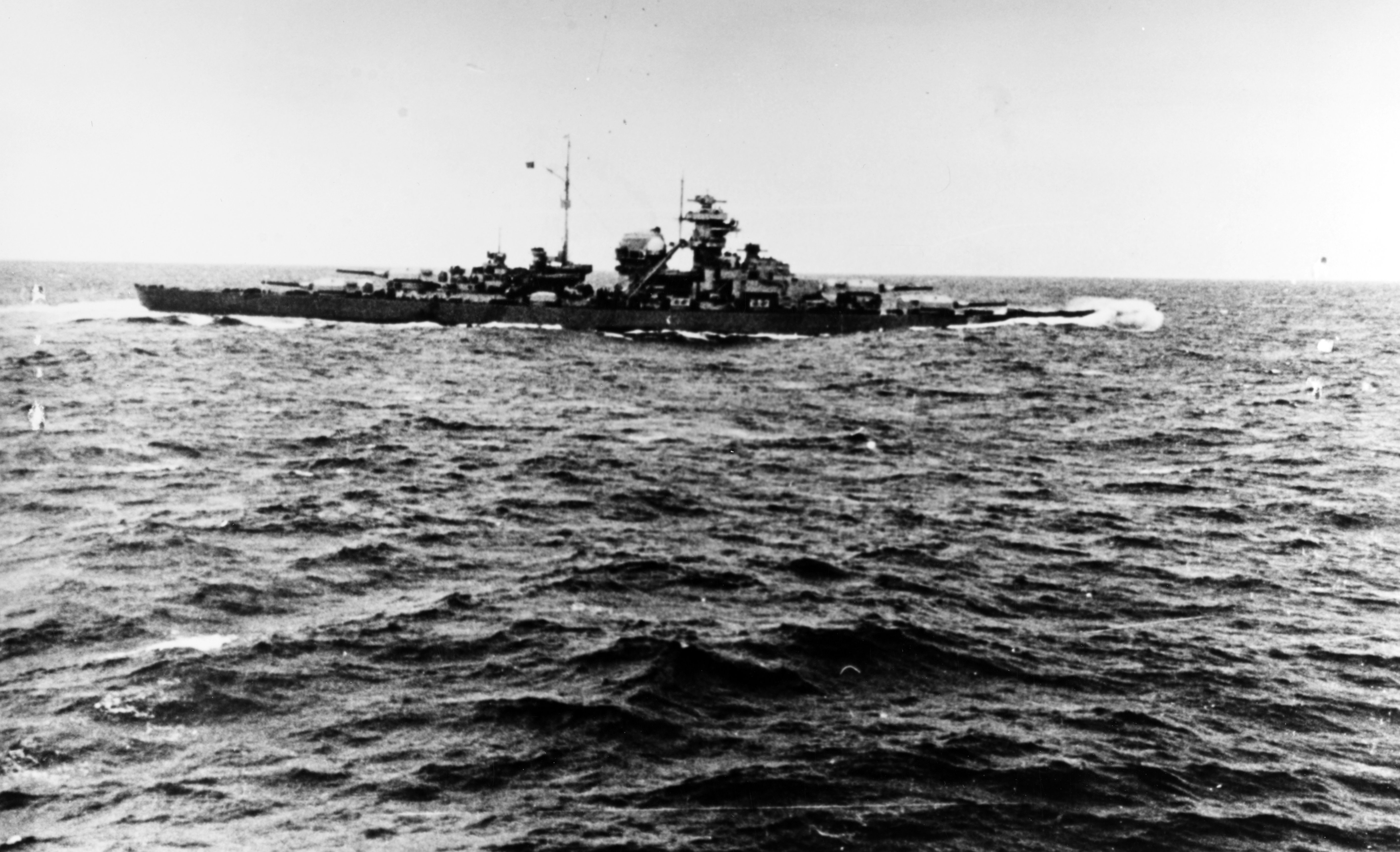
Thiết giáp hạm Bismarck sau trận chiến ngày 24 tháng 5 năm 1941. Bismarck bị trúng một viên đạn pháo của thiết giáp hạm Prince of Wales vào khu vực mũi tàu, khiến hơn 2.000 tấn nước tràn vào bên trong Bismarck và làm phần mũi của con tàu trũng xuống một phần như trong ảnh. Ảnh được chụp từ Prinz Eugen, vài phút trước khi Bismarck tách khỏi nhóm để quay trở về Pháp.

Ngày 23 tháng 5, Bismarck và Prinz Eugen tiếp cận Eo biển Đan Mạch. Vào buổi chiều cùng ngày, hai tuần dương hạm Suffolk và Norfolk của Anh đã giao chiến với Bismarck trong một thời gian ngắn trước khi chủ động rút lui để tiếp tục nhiệm vụ bám đuôi con tàu. Lúc 06:00 sáng ngày tiếp theo, hoa tiêu trên Bismarck phát hiện ra hai con tàu chiến lớn của Anh đang áp sát lực lượng của họ, đó là tàu chiến-tuần dương HMS Hood và thiết giáp hạm HMS Prince of Wales. Hai con tàu chiến Anh tiến thẳng về chỗ Bismarck và Prinz Eugen và một trận chiến bắt đầu nổ ra. Trong lúc giao tranh, ít nhất một viên đạn 380 mm của Bismarck đã bắn trúng hầm đạn sau của Hood, tạo ra một vụ nổ lớn phá hủy con tàu. Chỉ có ba thành viên (một sĩ quan, hai thủy thủ) của Hood sống sót trong tổng số 1.421 người có mặt trên tàu. Bismarck và Prinz Eugen sau đó tập trung hỏa lực vào thiết giáp hạm Prince of Wales, làm con tàu bị hư hại nặng và buộc nó phải thoát ly khỏi trận chiến. Tuy nhiên, trong trận đánh, Bismarck đã trúng một viên đạn trực diện của Prince of Wales vào khu vực mũi tàu, tạo một lỗ thủng lớn và khiến hơn 2.000 tấn nước tràn vào bên trong tàu. Phát bắn trúng mũi này cũng khiến dầu từ bên trong con tàu bị rò rỉ ra ngoài, vô tình tạo ra những vết dầu loang và giúp người Anh có thể bám đuôi Bismarck một cách tốt hơn.

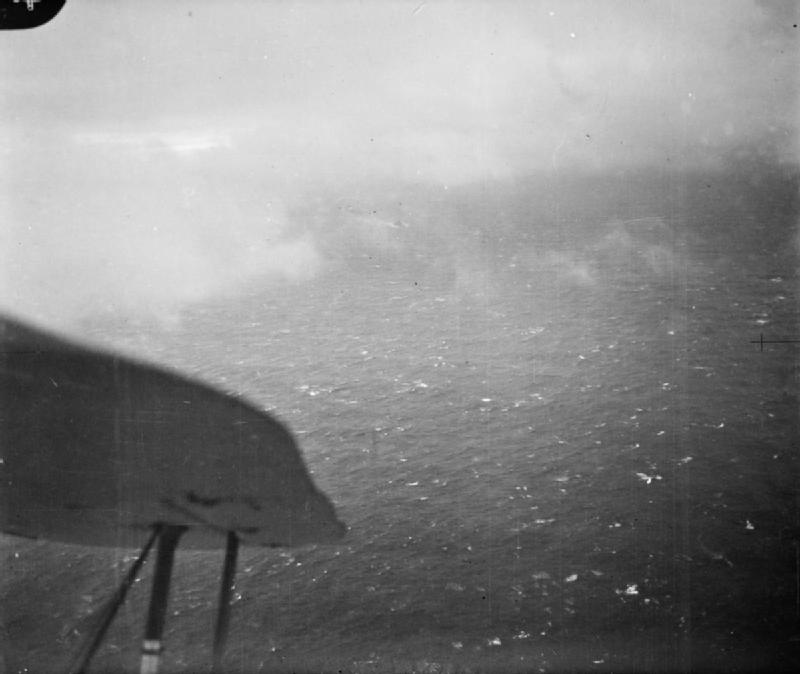
Thiết giáp hạm Bismarck nhìn từ một chiếc Fairey Swordfish thuộc Phi đoàn 825 của hàng không mẫu hạm Victorious. Ảnh chụp chạp tối ngày 24 tháng 5, không lâu trước khi nhóm máy bay này tấn công Bismarck bằng ngư lôi

Trên đường rút lui, Prince of Wales hội quân với Suffolk và Norfolk, và tiếp tục cùng hai chiếc tuần dương hạm làm nhiệm vụ truy đuổi Bismarck. Khoảng 18:00 cùng ngày, ba con tàu giao chiến với Bismarck nhưng cả hai bên đều không gây được thêm thiệt hại nào cho đối phương. Tính đến thời điểm đó, Hải quân Hoàng gia Anh đã huy động 19 tàu chiến các loại tham gia vào cuộc săn lùng Bismarck, bao gồm sáu thiết giáp hạm và tàu chiến-tuần dương, hai hàng không mẫu hạm và các đơn vị tuần dương hạm, khu trục hạm khác. Sau khi giao chiến với Prince of Wales, Đô đốc Lütjens cho Prinz Eugen tách ra khỏi đội hình để tiếp tục chiến dịch, và Bismarck sẽ quay về cảng để sửa chữa những hư hại trong trận chiến buổi sáng. Trước đêm ngày 24 tháng 5, một nhóm máy bay Fairey Swordfish thuộc Phi đoàn 825 của hàng không mẫu hạm Victorious đã tấn công Bismarck. Bismarck trúng một quả ngư lôi trong cuộc tấn công, và sức ép của vụ nổ, kết hợp với việc Bismarck đang cơ động với tốc độ cao, đã làm hỏng các miếng thép được thủy thủ đoàn vá tạm thời để ngăn chặn nước tràn vào trong (gây ra bởi phát đạn của Prince of Wales vào buổi sáng). Con tàu phải giảm tốc độ xuống còn còn 16 hải lý/giờ (30 km/h; 18 dặm/giờ) để làm giảm lượng nước tràn vào bên trong tàu và giúp các đội sửa chữa có thể khẩn trương khắc phục lại các thiệt hại cũ.
Sáng ngày 25 tháng 5, Lütjens ra lệnh cho con tàu tăng lên tốc độ tối đa nhằm mở rộng khoảng cách với các tàu chiến Anh. Bismarck nhanh chóng biến mất trên màn hình radar của Suffolk, khiến nhóm tàu Anh phải chuyển hướng di chuyển về phía tây để tìm kiếm Bismarck. Tuy nhiên, Lütjens không hề biết rằng mình đã cắt đuôi tàu chiến Anh thành công, nên ông đã cho gửi đi nhiều thông điệp vô tuyến về đất liền để yêu cầu hỗ trợ. Các thông điệp này đã được tình báo Anh bẻ mã được và được cung cấp cho tàu chiến Anh dùng để định vị lại vị trí của Bismarck. Sáng ngày 26 tháng 5, một thủy phi cơ PBY Catalina của Bộ tư lệnh Duyên hải Anh đã phát hiện ra Bismarck đang di chuyển ở vị trí cách Brest khoảng 1.280 km về phía tây bắc, và với tốc độ hiện tại của Bismarck, nó có thể tiến đủ gần về khu vực nằm trong tầm hoạt động của tàu ngầm U-boat và Không quân Đức Quốc Xã trong vòng không đến một ngày. Đơn vị Anh ở gần với Bismarck nhất là tàu chiến-tuần dương Renown và nhóm tác chiến của hàng không mẫu hạm Ark Royal. Khoảng 20:30, 15 máy bay Swordfish thuộc Phi đoàn 820 của Ark Royal đã phát hiện và tấn công Bismarck. Ít nhất ba quả ngư lôi đã được phóng trúng Bismarck, một quả trong số đó phát nổ ở khu vực đuôi tàu và làm kẹt bánh lái của Bismarck về phía bên phải. Hư hại do quả ngư lôi gây ra nặng nề tới mức thủy thủ đoàn của Bismarck không thể sửa chữa được, và con tàu bắt đầu chạy theo hình vòng tròn, quay đầu về phía các tàu chiến Anh đang truy đuổi phía sau.

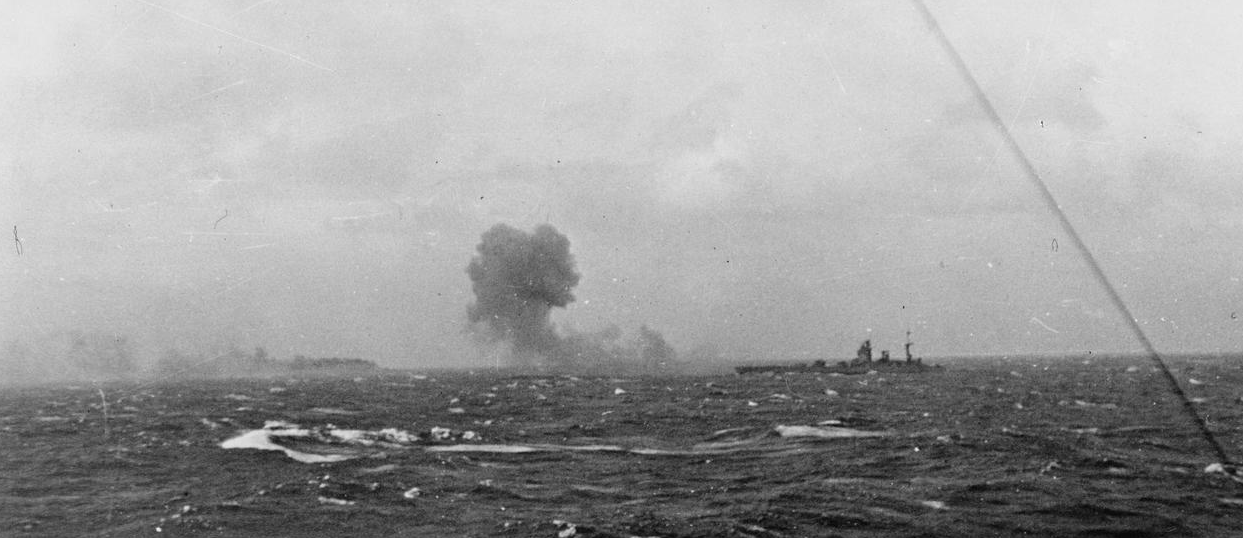
Thiết giáp hạm Rodney (phải) đang nã pháo 406 mm vào Bismarck

Khoảng một giờ sau cuộc tấn công của máy bay Swordfish, Lütjens đã gửi một đoạn tin về Bộ Tổng chỉ huy Hải quân hướng Tây rằng: "Con tàu không thể cơ động. Chúng tôi sẽ chiến đấu tới viên đạn cuối cùng. Führer muôn năm." Lúc 08:47 sáng ngày 27 tháng 5, thiết giáp hạm Rodney và King George V áp sát Bismarck và tiến hành tấn công. Bismarck phản pháo ba phút sau đó, nhưng đến 09:02, hai tháp pháo Anton và Bruno bị vô hiệu hóa bởi một viên đạn pháo 406 mm của Rodney. Nửa tiếng sau, hai tháp pháo 380 mm còn lại của Bismarck (Caesar và Dora) cũng bị phá hủy. Khoảng 10:15, Rodney và King George V ngừng bắn, và Bismarck, lúc này đã bị vô hiệu hóa hoàn toàn, chìm trong biển lửa. Dù các tàu chiến Anh đang rơi vào tình trạng thiếu nhiên liệu trầm trọng, nhưng Bismarck vẫn chưa chìm. Tuần dương hạm Dorsetshire được lệnh tiến lại gần và bắn vài quả ngư lôi nhằm kết liễu Bismarck, khiến con tàu nghiêng dần về phía bên trái. Đến thời điểm hiện tại, vẫn còn nhiều tranh cãi về nguyên nhân trực tiếp dẫn đến việc Bismarck bị đánh chìm, vì trong cùng thời điểm Dorsetshire phóng ngư lôi về Bismarck, thủy thủ đoàn của Bismarck đã kích hoạt khối thuốc nổ được đặt trong phòng động cơ để tự đánh đắm tàu. Do có báo cáo về sự xuất hiện của các tàu ngầm Đức ở trong khu vực, các tàu chiến Anh buộc phải rút lui khi mới chỉ giải cứu được 110 thủy thủ sống sót của Bismarck, và một thủy thủ Đức trong số đó đã không qua khỏi vì vết thương quá nặng. Thêm năm người sống sót nữa được tàu ngầm Đức giải cứu, nâng tổng số người sống sót của Bismarck lên 114 người, trong tổng số 2.221 thành viên có mặt trên tàu. Xác của Bismarck được nhà hải dương học người Mỹ, Tiến sĩ Robert Ballard, phát hiện vào ngày 8 tháng 6 năm 1989.

### Tirpitz

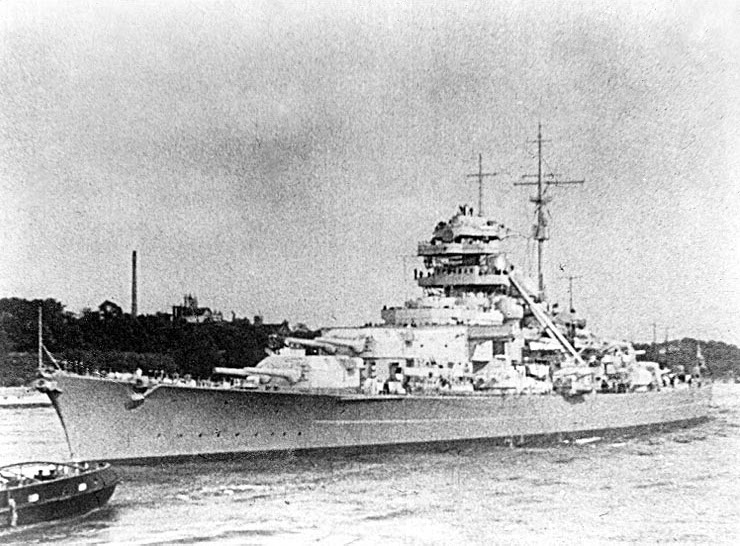
Thiết giáp hạm Tirpitz trong buổi thử máy vào tháng 9 năm 1941

Tirpitz nhập biên chế Hải quân Đức Quốc Xã vào ngày 25 tháng 2 năm 1941. Sau khi hoàn thành các buổi huấn luyện và thử máy ở Kiel, Tirpitz được biên chế vào Hạm đội Baltic với vai trò soái hạm của hạm đội. Hạm đội Baltic của Đức được lập ra sau khi Đức tiến hành chiến dịch tấn công Liên Xô vào tháng 6 năm 1941, để đáp trả các cuộc tấn công tiềm tàng của Hải quân Liên Xô đang neo đậu ở Leningrad. Hạm đội này, ngoài Tirpitz, bao gồm tuần dương hạm hạng nặng Admiral Scheer, các tuần dương hạm hạng nhẹ Leipzig, Nürnberg, và Köln, cùng với một số lượng lớn khu trục hạm và tàu quét mìn. Sau khi tiến hành một cuộc tuần tra dài ngày ở Åland, hạm đội Đức quay trở về Kiel. Ngày 14 tháng 1 năm 1942, Tirpitz khởi hành về Na Uy dưới sự hộ tống của các khu trục hạm Z4 Richard Beitzen, Z5 Paul Jacobi, Z8 Bruno Heinemann và Z29, và cập bến Trondheim vào ngày 17. Tại đây, Tirpitz có nhiệm vụ giao chiến với lực lượng tàu chiến Anh để bảo vệ tuyến đường vận tải của Đức đến tiếp tế các đơn vị Đức chiến đấu ở Liên Xô và ngăn chặn các cuộc đổ bộ của Đồng Minh phương Tây vào Na Uy.
Ngày 6 tháng 3, Tirpitz, cùng với khu trục hạm Z25, Z14 Friedrich Ihn, Z5 Paul Jacobi và Z7 Hermann Schoemann, mở một chiến dịch đánh chặn các đoàn vận tải của Anh đến Liên Xô. Họ dự định sẽ đánh chặn đoàn vận tải PQ-12 và QP-8, nhưng không tìm thấy bất kỳ đoàn vận tải nào do thời tiết xấu, ngoại trừ việc một tàu vận tải Liên Xô di chuyển đơn độc bị khu trục hạm Đức bắn chìm. Sự hiện diện của Tirpitz đã bị tàu ngầm Trident và Seawolf của Anh phát hiện và được báo cáo về Bộ tư lệnh Hải quân ở Anh. Một hạm đội bao gồm thiết giáp hạm King George V và Duke of York, hàng không mẫu hạm Victorious, tuần dương hạm hạng nặng Berwick và các khu trục hạm, được cử đi tấn công hạm đội Đức, nhưng không thể xác định được vị trí của hạm đội này. 12 máy bay phóng lôi Fairey Albacore cất cánh từ Victorious, dù phát hiện ra được hạm đội Đức, nhưng bị hỏa lực phòng không bắn trả mãnh liệt nên không thả trúng được quả ngư lôi nào. Tirpitz cùng các khu trục hạm rút về căn cứ vào ngày 12 tháng 3. Pha thoát chết may mắn này đã khiến Hitler phải yêu cầu bên Hải quân không cho phép Tirpitz tấn công bất kỳ đoàn tàu vận tải nào khác, trừ khi các nhóm hàng không mẫu hạm làm nhiệm vụ hộ tống đã bị đánh chìm hoặc vô hiệu hóa từ trước.

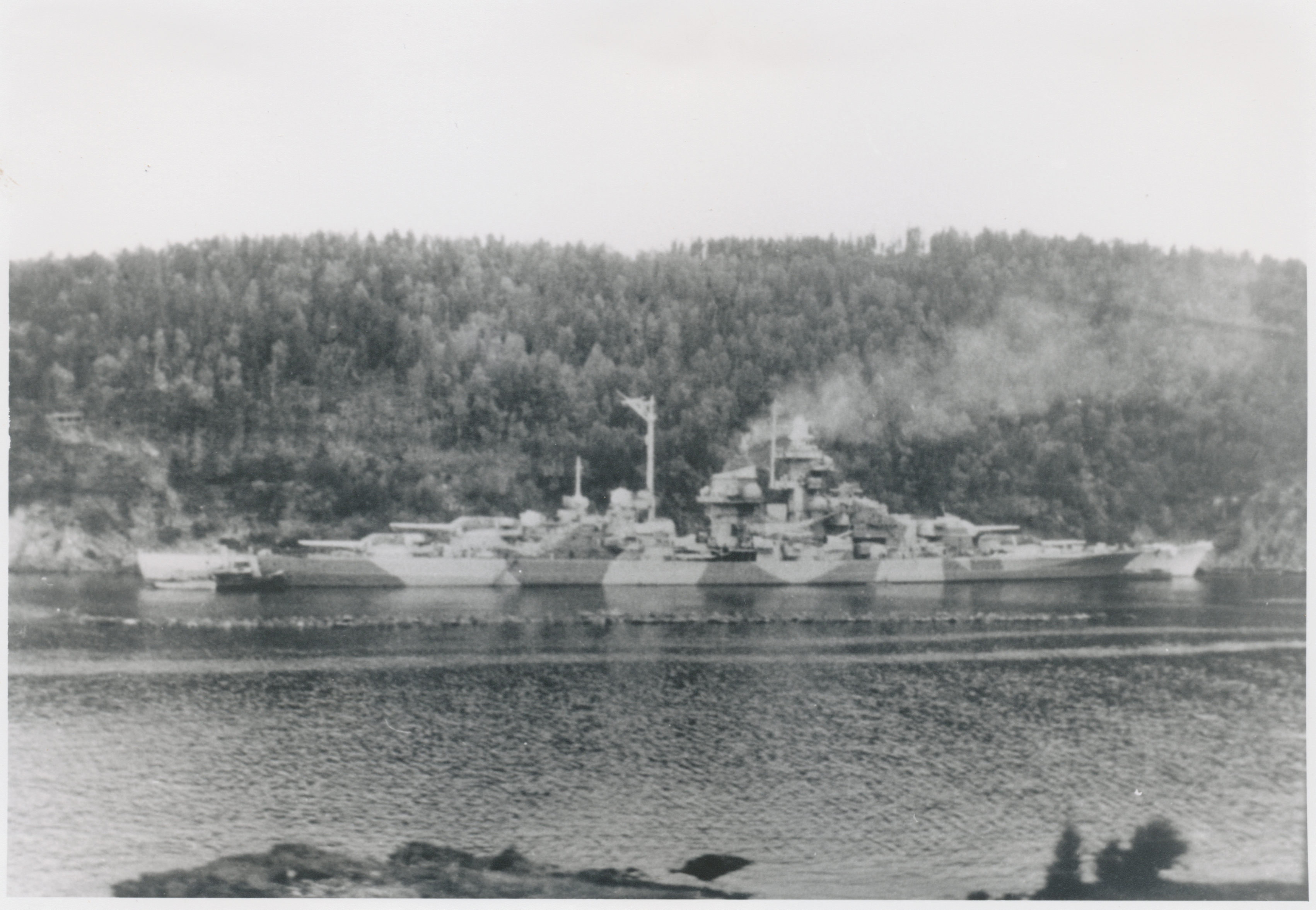
Thiết giáp hạm Tirpitz đang neo đậu tại Faettenfjord, năm 1942

Không quân Hoàng gia Anh đã nhiều lần tổ chức các chiến dịch không kích nhằm tiêu diệt Tirpitz trong thời gian con tàu neo đậu ở Faettenfjord, nhưng không thành công. Cuộc không kích đầu tiên diễn ra từ ngày 30 tới ngày 31 tháng 1 năm 1942, được thực hiện bởi bảy ném bom Short Stirling của Phi đoàn 15 và chín máy bay Handley Page Halifax của Phi đoàn 76. Chiến dịch thứ hai diễn ra vào ngày 30/31 tháng 3, được tiến hành bởi 36 máy bay Halifax. Chiến dịch tiếp theo được mở màn bằng cuộc không kích vào ngày 27/28 tháng 4 bởi 26 chiếc Halifaxe của Liên đoàn 4 và 10 chiếc Avro Lancaster của Liên đoàn 5, và nối tiếp bởi đợt ném bom nữa được tiến hành ngay một ngày sau đó, vào ngày 28/29 tháng 4, bởi 23 chiếc Halifaxe và 11 chiếc Lancaster của Phi đoàn 76. Toàn bộ các chiến dịch ném bom này đều thất bại do điều kiện thời tiết xấu và hỏa lực phòng không mạnh mẽ của Đức đặt xung quanh khu vực Faettenfjord. Từ giữa năm đến khoảng cuối năm 1942, Tirpitz trải qua một quá trình nâng cấp lớn tại Faettenfjord, nhưng cơ sở hạ tầng không có đủ các điều kiện cần thiết để tiếp nhận một con tàu cỡ lớn như Tirpitz; do vậy, việc nâng cấp được tiến hành theo từng giai đoạn nhỏ. Nhà sử học William Garzke và Robert Dulin nhận xét rằng "việc sửa chữa con tàu này là một trong những kỳ công kỹ thuật hải quân khó khăn nhất trong Chiến tranh Thế giới thứ hai."

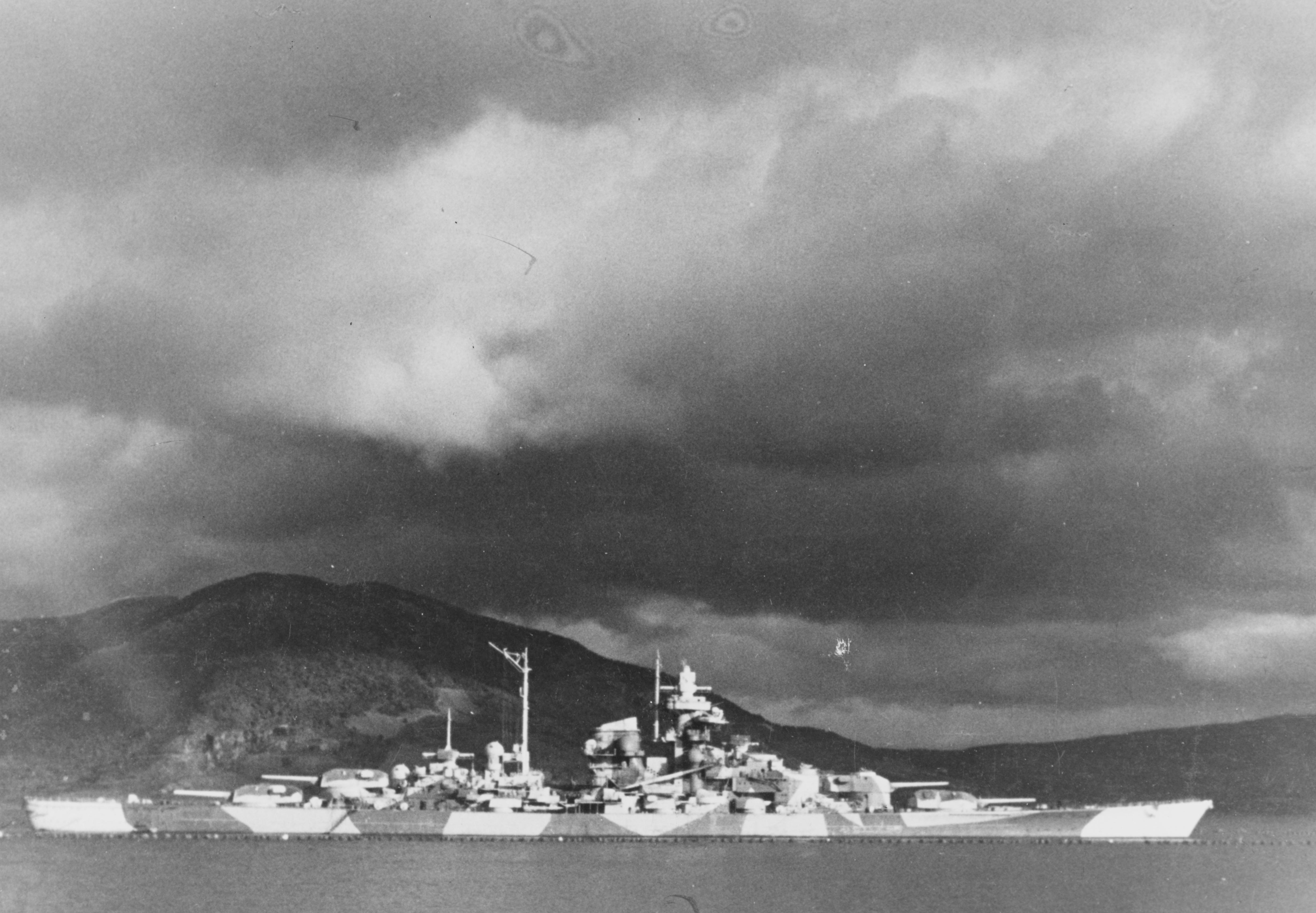
Thiết giáp hạm Tirpitz neo đậu tại Altafjord, Na Uy, khoảng năm 1943-1944

Tháng 1 năm 1943, Tirpitz hoàn thành việc nâng cấp và được lệnh di chuyển về căn cứ mới ở Altafjord, nơi con tàu sẽ phải tiến hành các chiến dịch tập trận cùng với thiết giáp hạm Scharnhorst và tuần dương hạm Lützow đến khoảng giữa năm 1943. Ngày 6 tháng 9, Tirpitz, Scharnhorst, và các khu trục hạm Z27, Z29, Z30, Z31, Z33, Z15 Erich Steinbrinck, Z20 Karl Galster, Z10 Hans Lody và Z6 Theodor Riedel được lệnh tiến hành chiến dịch bắn phá Spitzbergen, nơi được người Anh sử dụng làm một căn cứ tiếp liệu. Đây là lần đầu tiên Tirpitz được khai hỏa các khẩu pháo 380 mm của nó về phía đối phương, và hạm đội quay trở về sau khi hoàn thành nhiệm vụ. Vào ngày 22/23 tháng 9, sáu tàu ngầm mini Anh tổ chức tấn công Tirpitz khi con tàu đang neo đậu trong vịnh. Chỉ có hai tàu ngầm trong số đó là X6 và X7 đặt thành công các khối thuốc nổ vào thân của Tirpitz. Khối thuốc nổ đầu tiên phát nổ lúc 08:12, nối tiếp ngay sau đó bởi khổi thuốc nổ thứ hai. Cuộc tấn công đã gây ra một thiệt hại rất lớn cho Tirpitz, với toàn bộ hệ thống điện của tàu đều bị mất, gây ngập cục bộ tại phòng tổng đài 2, khu vực đáy kép và hầm chứa nhiên liệu bên mạn trái; kết cấu của khoang động cơ bị hỏng nặng, các tuabin ngừng hoạt động; trục đuôi bị lệch, ổ đỡ lực đẩy bị hỏng, chân vịt bị kẹt và cụm bánh lái của mạn trái tàu bị ngập nước; các tháp pháo chính đều sức ép của vụ nổ đánh trật ra khỏi ray đỡ, và chỉ còn duy nhất một máy định tầm còn hoạt động; một tháp pháo 150 mm bị kẹt cứng, ba trong bốn trung tâm điều khiển hỏa lực và máy phóng thủy phi cơ ngừng hoạt động và hai thủy phi cơ Arado 196 bị hư hỏng nặng. Mặc dù vậy, thương vong nhân sự là khá thấp, chỉ một thủy thủ thiệt mạng và 40 người bị thương. Cuộc tấn công đã vô hiệu hóa thành công chiếc Tirpitz và việc sửa chữa kéo dài hơn sáu tháng với sự tham gia của hơn 1.000 người. Con tàu quay trở lại hoạt động vào tháng 3 năm 1944.

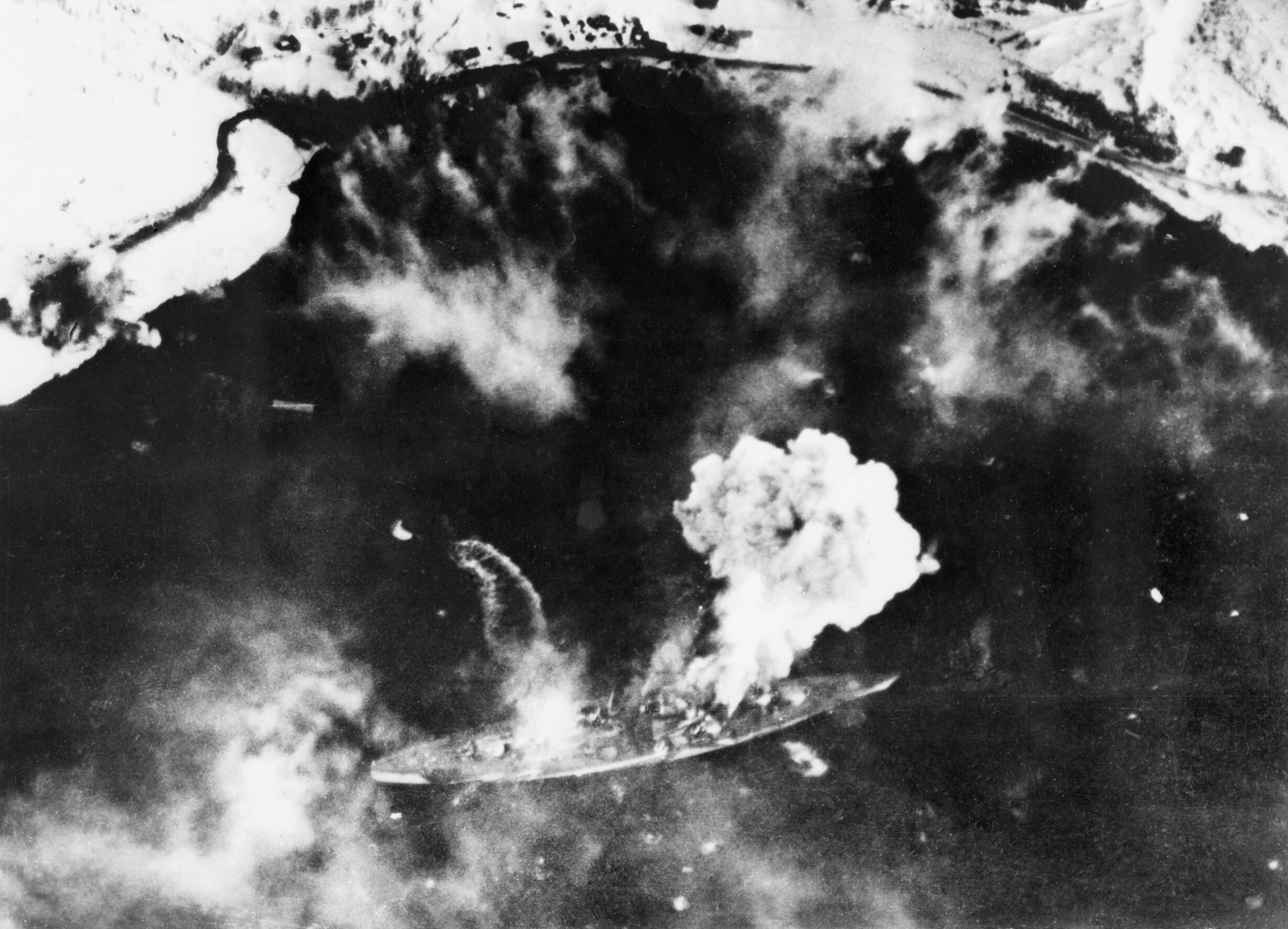
Thiết giáp hạm Tirpitz bốc cháy trong cuộc không kích của máy bay ném bom Anh diễn ra vào sáng ngày 3 tháng 4 năm 1944, có mật danh là Chiến dịch Tungsten

Người Anh tiếp tục tiến hành các chiến dịch không kích không lâu sau khi việc sửa chữa Tirpitz hoàn thành. Ngày 3 tháng 4, Hải quân Hoàng gia Anh tiến hành Chiến dịch Tungsten, với sự tham gia của 40 máy bay tiêm kích và 40 máy bay ném bom Barracuda cất cánh từ sáu hàng không mẫu hạm khác nhau. Tirpitz trúng 15 quả bom và hai quả suýt trúng, gây thiệt hại nặng và khiến 122 thủy thủ thiệt mạng, cùng với 316 người khác bị thương. Hải quân Hoàng gia dự định sẽ thực hiện tiếp một chiến dịch tương tự ba tuần sau đó, vào ngày 24, nhưng phải hủy bỏ chiến dịch do thời tiết xấu. Chiến dịch Brawn, được dự tính tiến hành vào ngày 15 tháng 5, cũng bị hủy bỏ do điều kiện thời tiết bất lợi. Một chiến dịch nữa vào ngày 28 tháng 5 tiếp tục bị hủy vì tầm nhìn kém trong khu vực. Ngày 17 tháng 7, Hải quân Anh mở Chiến dịch Mascot, nhưng thất bại do bị các bức tường khói được tạo ra xung quanh Tirpitz cản trở, khiến các máy bay không thể tấn công.
Cuối tháng 8, Hải quân Hoàng gia Anh mở Chiến dịch Goodwood, kéo dài từ ngày 22 tới ngày 29 tháng 8 năm 1944. Cuộc không kích đầu tiên được thực hiện vào ngày 22 tháng 8, với sự tham gia của 38 máy bay ném bom và 43 máy bay tiêm kích cất cánh từ năm hàng không mẫu hạm, nhưng không ghi nhận trúng một quả bom nào. Đợt không kích tiếp theo được tổ chức hai ngày sau đó, với 48 máy bay ném bom và 29 máy bay tiêm kích cất cánh từ hàng không mẫu hạm Formidable, Furious, and Indefatigable tham gia tấn công. Hai quả bom được ném trúng Tirpitz nhưng chỉ gây hư hỏng nhẹ. Đợt không kích cuối cùng, được thực hiện vào ngày 29 tháng 8 bởi 34 máy bay ném bom và 25 máy bay tiêm kích của Formidable và Indefatigable, nhưng không thành công do sương mù dày đã cản trờ tầm nhìn của phi công.

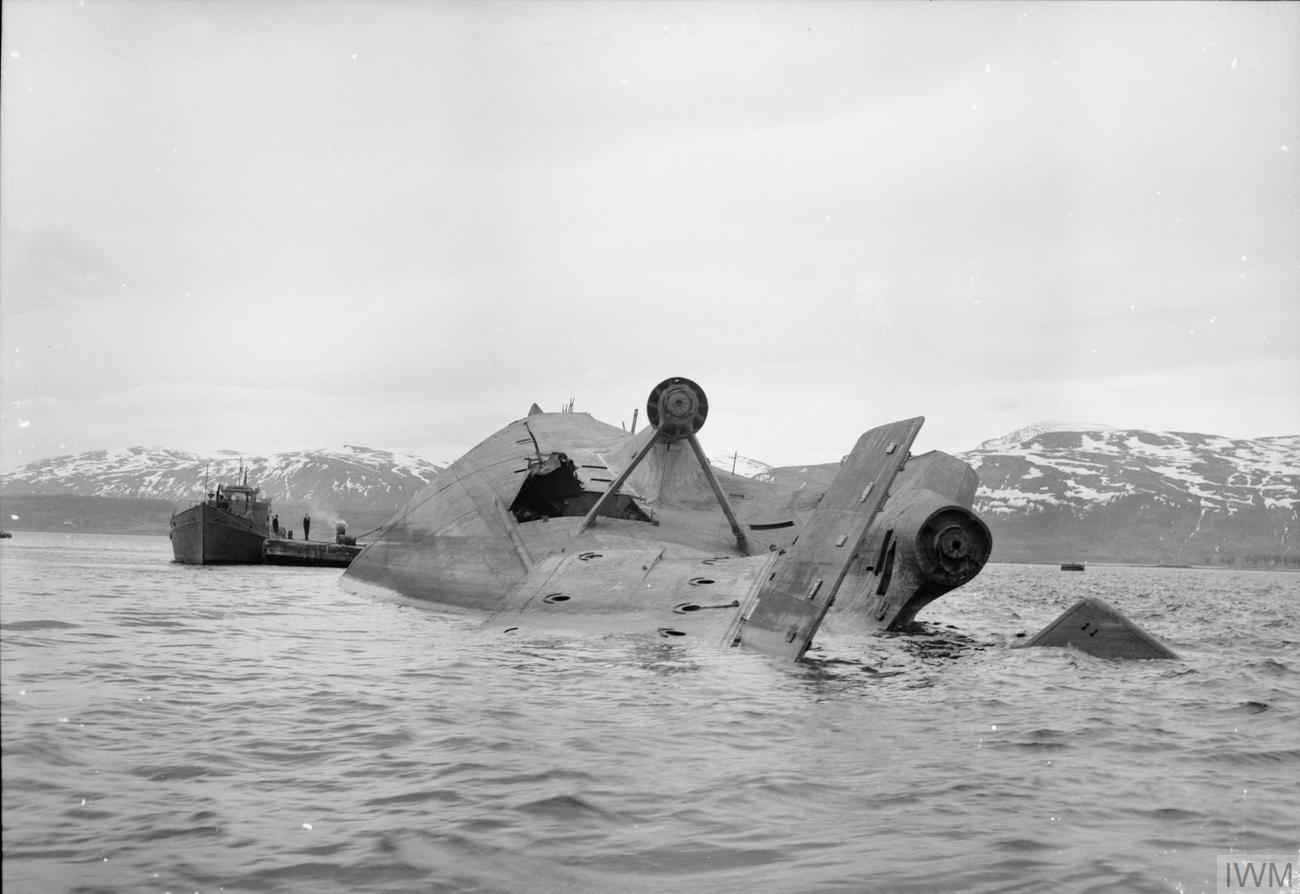
Xác của thiết giáp hạm Tirpitz ở ngoài khơi Håkøya, Tromsø, với lỗ thủng lớn ở trên thân tàu. Lỗ thủng này được nhóm cứu hộ tạo ra bằng việc cắt xuyên của lớp giáp của tàu để giải cứu 82 người sống sót bị kẹt lại bên trong Tirpitz, sau khi con tàu bị đánh chìm vào ngày 12 tháng 11 năm 1944

Nhiệm vụ tiêu diệt Tirpitz sau đó được chịu trách nhiệm bởi Không quân Hoàng gia Anh, và lần này họ sẽ sử dụng một loại bom 5.400 kg mới là Tallboy cho ba chiến dịch không kích tiếp theo. Chiến dịch đầu tiên, Chiến dịch Paravane, được thực hiện vào ngày 15 tháng 9, với sự góp mặt của 27 máy bay ném bom Lancaster, mỗi chiếc mang theo duy nhất một quả bom Tallboy. Họ ném trúng một quả bom vào khu vực mũi tàu. Quả bom xuyên thẳng qua và phát nổ ngay bên dưới đáy của Tirpitz, khiến hơn 1.500 tấn nước tràn vào bên trong tàu, và một lần nữa, Tirpitz bị vô hiệu hóa. Một tháng sau, ngày 15 tháng 10, Tirpitz được đưa về neo đậu ở gần đảo Håkøya, Tromsø và được sử dụng như một trận địa pháo phòng không trong khu vực. Hai tuần sau, 32 máy bay Lancaster của Không quân Hoàng gia Anh tiếp tục tấn công Tirpitz trong Chiến dịch Obviate, với một quả bom được ném suýt trúng, khiến con tàu bị ngập ngày một nặng hơn. Chiến dịch tấn công cuối cùng, Chiến dịch Catechism, diễn ra vào ngày 12 tháng 11, 32 chiếc Lancaster tấn công Tirpitz và con tàu trúng trực diện hai quả bom Tallboy, cùng một quả khác suýt trúng. Quả bom kích nổ kho chứa đạn của Tirpitz, phá hủy con tàu và khiến nó bị lật úp ở vùng nước nông. 1.204 người có mặt trên Tirpitz thiệt mạng, 806 người may mắn thoát ra được trước khi con tàu bị chìm và thêm 82 người khác được nhóm cứu hộ cứu sống nhờ việc cắt qua lớp vỏ của tàu. Sau khi chiến tranh kết thúc, xác con tàu mới được trục vớt và bán tháo dỡ vào khoảng giữa năm 1948 và 1957.

### Sách tham khảo
- Ballard, Robert (2007). Robert Ballard's Bismarck. Edison: Chartwell Books. ISBN 978-0-7858-2205-9.
- Bercuson, David J. & Herwig, Holger H. (2003). The Destruction of the Bismarck. New York: The Overlook Press. ISBN 978-1-58567-397-1.
- Breyer, Siegfried (1973). Battleships and Battle Cruisers 1905–1970. New York: Doubleday.
- Breyer, Siegfried (1989). Battleship "Tirpitz". West Chester: Schiffer Publishing Ltd. ISBN 978-0-88740-184-8.
- Campbell, John (1985). Naval Weapons of World War Two. Naval Institute Press. ISBN 0-87021-459-4.
- Garzke, William H. & Dulin, Robert O. (1985). Battleships: Axis and Neutral Battleships in World War II. Annapolis: Naval Institute Press. ISBN 978-0-87021-101-0.
- Gröner, Erich (1990). German Warships: 1815–1945. Quyển I: Major Surface Vessels. Annapolis: Naval Institute Press. ISBN 978-0-87021-790-6.
- Koop, Gerhard & Schmolke, Klaus-Peter (2014). Battleships Of The Bismarck Class. UK. ISBN 978-1-84832-197-7.{{Chú thích sách}}:  Quản lý CS1: địa điểm thiếu nhà xuất bản (liên kết)
- Maiolo, Joseph (1998). The Royal Navy and Nazi Germany, 1933–39 A Study in Appeasement and the Origins of the Second World War. London: Macmillan Press. ISBN 978-0-312-21456-2.
- Mulligan, Timothy P. (tháng 10 năm 2005). "Ship-of-the-Line or Atlantic Raider? Battleship "Bismarck" between Design Limitations and Naval Strategy". The Journal of Military History. Quyển 69 số 4. tr. 1013–1044. doi:10.1353/jmh.2005.0246. S2CID 159780706.
- Preston, Anthony (2002). The World's Worst Warships. London: Conway Maritime Press. ISBN 978-0-85177-754-2.
- Sturton, Ian, biên tập (1987). Conway's All the World's Battleships: 1906 to the Present. London: Conway Maritime Press. ISBN 978-0-85177-448-0. OCLC 246548578.
- von Müllenheim-Rechberg, Burkhard (1980). Battleship Bismarck, A Survivor's Story. Annapolis: Naval Institute Press. ISBN 978-0-87021-096-9.
- Williamson, Gordon (2003). German Battleships 1939–45. Oxford: Osprey Publishing. ISBN 978-1-84176-498-6.
- Whitley, M. J. (1998). Battleships of World War II. Annapolis: Naval Institute Press. ISBN 978-1-55750-184-4.